# Termoli
Termoli (Tèrmëlë in dialetto termolese) è un comune italiano di 31 818 abitanti della provincia di Campobasso in Molise, il secondo comune più popoloso della regione dopo il capoluogo Campobasso.
Situata lungo il litorale adriatico, è l'unico porto del Molise. Costituisce inoltre un centro peschereccio, turistico e industriale. La città conserva il borgo medievale chiuso dentro le mura che lo separano dalla città moderna.

## Geografia fisica

### Territorio
La città si affaccia sul mare Adriatico a un'altitudine che va da 0 a 178 m s.l.m. Situata nella zona altimetrica della collina litoranea, è classificata a basso rischio sismico. Geograficamente gran parte del territorio si colloca tra il fiume Biferno (a sud) e il torrente Sinarca (a nord) entrambi a carattere torrentizio, da cui l'ipotesi del nome antico Interamna Frentanorum che significa letteralmente "terra fra due fiumi".

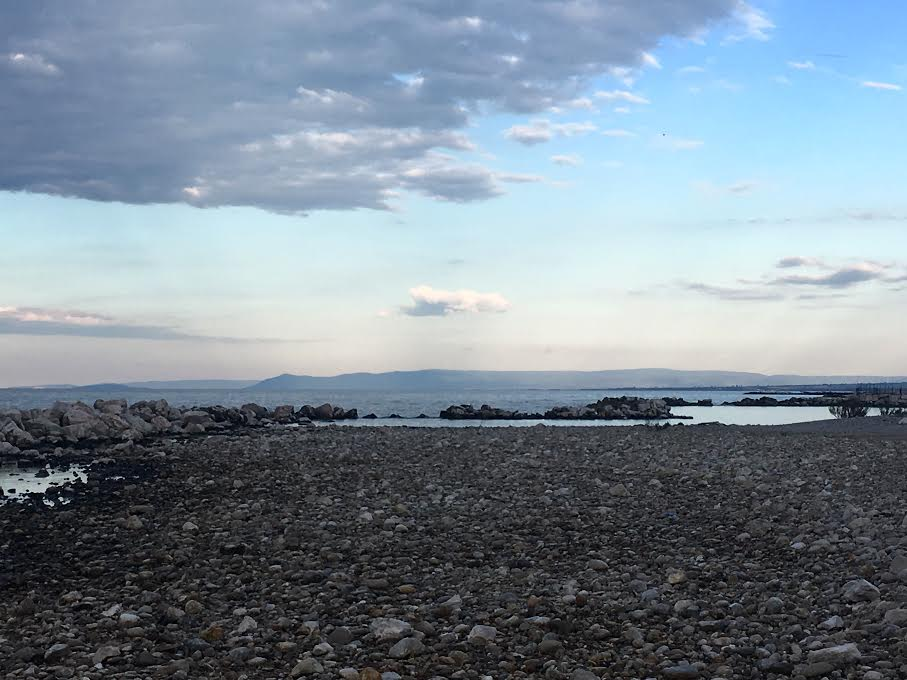
Veduta delle alture del Gargano dal litorale sud di Termoli.

La parte più antica della città, nella quale si formarono i primi insediamenti, è il promontorio dove oggi sorge il Borgo Antico, caratterizzato da viuzze con viste sul Mar Adriatico. La città si sviluppa verso la costa nord (Spiaggia Sant'Antonio) e verso sud (Rio Vivo) dove si trovano i vari stabilimenti balneari; verso l'interno del territorio la città si ramifica in varie zone residenziali nonché nel centro cittadino formato da tre principali vie (corso Nazionale, corso Fratelli Brigida, corso Vittorio Emanuele III) che furono i cardini per sviluppare la città dettate dai Borboni agli inizi del 1800.
Buona parte delle periferie ora si sviluppano sulle alture adiacenti (Difesa Grande e Colle Macchiuzzo) dalle quali si aprono le campagne coltivate; la zona sud di Termoli invece possiede l'unica pianura sulla costa (Pantano basso) che da Rio Vivo si estende nell'interno fino a unirsi con le Piane di Larino (pianura del Basso Molise) dove risiede la zona industriale della città, dalla quale si ha una vista sull'intero hinterland termolese.
La vegetazione è tipicamente mediterranea; nelle campagne è rilevante la coltura dell'olivo, tanto da rendere Termoli membro dell'Associazione nazionale città dell'olio. Altra caratteristica è la presenza dell'unico porto della costa molisana che, oltre a supportare le attività pescherecce, garantisce collegamenti per tutto l'anno con le Isole Tremiti, facenti parte della provincia di Foggia.
Nella città di Termoli si incrociano il 42º parallelo Nord e il 15º meridiano Est; quest'ultimo è il meridiano centrale del fuso orario (UTC+1 o Central European Time) di Berlino, Parigi e Roma (Europa centro-occidentale) che di fatto determina l'ora solare del fuso stesso (chiamata infatti l'ora di Termoli). Il meridiano è denominato Termoli-Etna. L'incrocio tra le due linee immaginarie avviene sulla spiaggia di Rio Vivo o più precisamente presso la marina di San Pietro, a pochi passi dal luogo dove era situato un trabucco in disuso (Trabucco di Bricche). I calcoli più datati situavano invece il punto di incrocio in corrispondenza di un'antica torretta semi-distrutta che si trova sempre sulla strada di Rio Vivo.

### Clima

Classifica Köppen Italia

Il clima della città di Termoli, come dimostrato dal rapporto climatico dell'ISPRA per il trentennio 1981-2010, rientra nel tipo mediterraneo (CSa) con estati calde ma ben ventilate e inverni generalmente miti con escursione termica giornaliera contenuta (circa 6 °C) grazie all'azione mitigatrice del mare. Le precipitazioni risultano concentrarsi tra la stagione autunnale e invernale con un picco tra i mesi di ottobre, novembre e dicembre. Si dimostrano piuttosto scarse, di poco superiori ai 350 mm, tanto da rendere il micro-clima termolese di transizione da mediterraneo a semi-arido (BSk) secondo la classificazione climatica di Köppen.
Termoli però risulta essere una città umida dovuto alla sua morfologia che la protende verso il mare, con un tasso pari al 77,7% medio annuale piuttosto costante, che in estate non favorisce sempre la mitigazione del clima; infatti, specialmente negli ultimi anni, a causa dell'incursione dell'anticiclone subtropicale africano le temperature hanno superato facilmente i 30/35 °C, acuite ovviamente dagli alti tassi (si ricordi l'estate 2020 quando a inizio agosto si percepirono 49 °C). Generalmente, in presenza di un anticiclone proveniente dall'area atlantica (anticiclone delle Azzorre) la temperatura della città si attesta su una media di 25 °C, tipica della stagione calda mediterranea, con una massima giornaliera di 28/30 °C. Caratteristici venti caldi ed estivi provengono dai quadranti meridionali della rosa dei venti anche se non manca il Maestrale che smorza l'aria soprattutto nei mesi di luglio e agosto, le quali notti possono definirsi tropicali a causa di una minima che scende difficilmente sotto i 23/24 °C. Le precipitazioni estive diventano piuttosto rade già partire da maggio per proseguire fino a dopo la metà di agosto, la stagione secca però può essere interrotta da brevi temporali detti, appunto, "estivi".

Gli inverni sono caratterizzati da brezze provenienti dai quadranti NW/N/NE che fanno oscillare le temperature della città da una minima di 6 °C a una massima di 12 °C, anche se non mancano giornate dove le temperature raggiungono i 15 °C. Un regime nevoso, seppur non molto frequente e di durata molto breve, è possibile solo nel caso in cui ci sia una discesa di aria fredda proveniente dalla Siberia che generalmente colpisce l'intera area centro-meridionale adriatica (si ricordi l'ondata di freddo del febbraio 2012 dove le temperature sono scese al di sotto dello 0 °C). Le temperature invernali risultano abbassarsi facilmente a causa di una mancata protezione dal nord di una catena montuosa, che lascia scoperta la città a correnti di aria fredda in egual modo a tutte le località che si affacciano sull'Adriatico.
| Termoli (1981-2010) | Mesi | Mesi | Mesi | Mesi | Mesi | Mesi | Mesi | Mesi | Mesi | Mesi | Mesi | Mesi | Stagioni | Stagioni | Stagioni | Stagioni | Anno |
| Termoli (1981-2010) | Gen  | Feb  | Mar  | Apr  | Mag  | Giu  | Lug  | Ago  | Set  | Ott  | Nov  | Dic  | Inv      | Pri      | Est      | Aut      | Anno |
| ------------------- | ---- | ---- | ---- | ---- | ---- | ---- | ---- | ---- | ---- | ---- | ---- | ---- | -------- | -------- | -------- | -------- | ---- |
| T. max. media (°C)  | 11,2 | 11,3 | 14,1 | 17,0 | 21,5 | 25,5 | 28,3 | 28,5 | 25,0 | 21,0 | 16,3 | 12,6 | 11,7     | 17,5     | 27,4     | 20,8     | 19,4 |
| T. min. media (°C)  | 6,4  | 6,1  | 8,4  | 11,1 | 15,7 | 19,5 | 22,4 | 22,6 | 19,1 | 15,4 | 11,0 | 7,8  | 6,8      | 11,7     | 21,5     | 15,2     | 13,8 |
| Precipitazioni (mm) | 23   | 21   | 23   | 26   | 20   | 23   | 16   | 24   | 52   | 39   | 46   | 39   | 83       | 69       | 63       | 137      | 352  |
| Giorni di pioggia   | 5    | 4    | 4    | 4    | 3    | 2    | 1    | 2    | 4    | 5    | 5    | 5    | 14       | 11       | 5        | 14       | 44   |

## Origini del nome
Esistono diverse ipotesi:

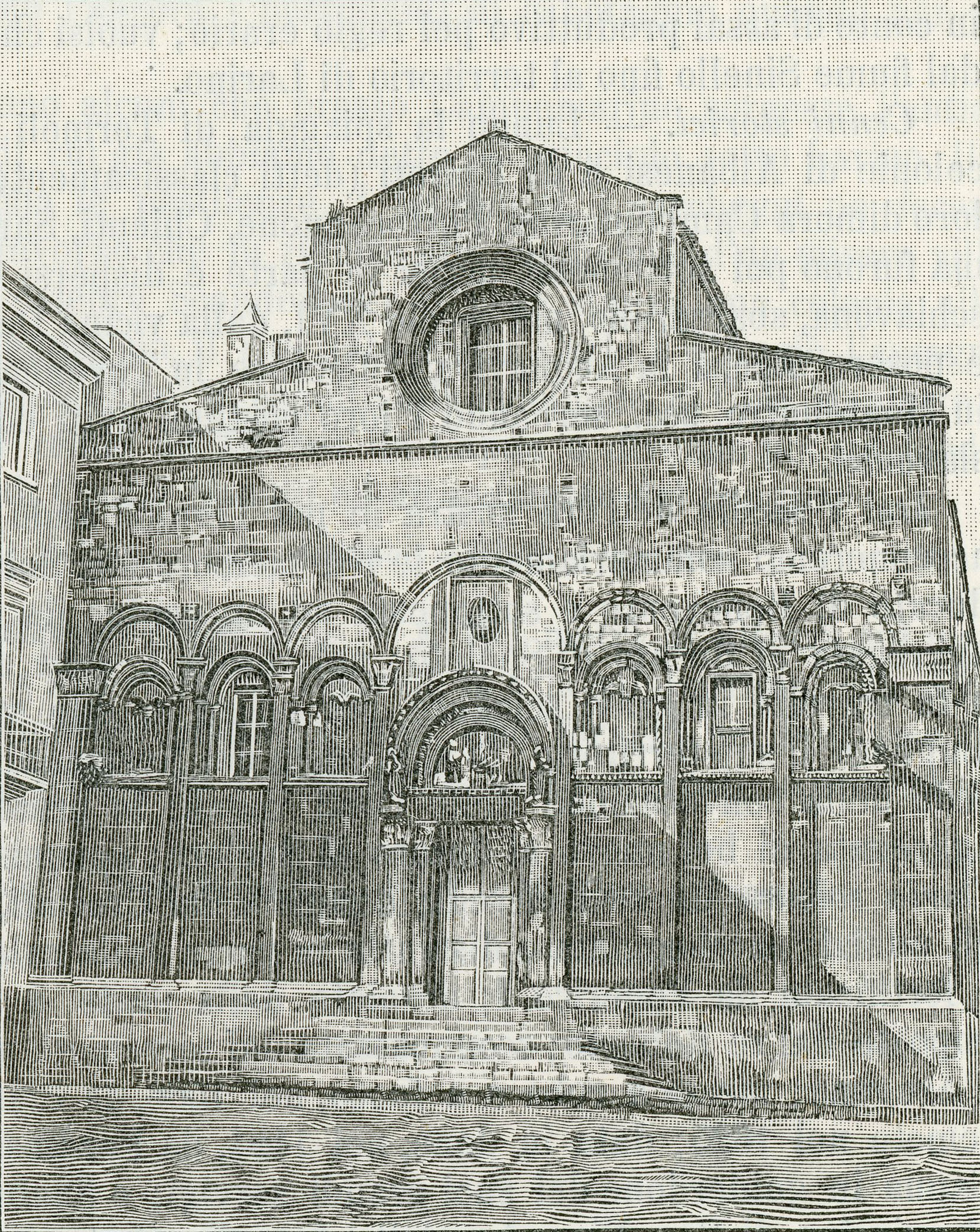
Incisione ottocentesca della Cattedrale, prima dei restauri

- I primi marinai che approdarono sulle coste di Termoli e isole Tremiti erano marinai della Licia. Infatti secondo Erodoto (Le Storie - Libro Ι,173) i Lici trasmigrarono da Creta con il nome di Termili.
- Secondo l'arcidiacono Tommaso da Termoli il nome Termoli deriva da Tres Moles sia per la presenza di antiche terme tra l'altro mai rinvenute e sia dalla presenza di tre torri nella città[8];
- Altra ipotesi è quella che vorrebbe Termoli come corruzione di Interamnia, tra i fiumi (Biferno e Sinarca)[8];
- Lorenzo Pignorio riprende l'ipotesi di Tommaso da Termoli e fa derivare il nome Termoli da Termulae per via delle piccole terme che si sarebbero dovute trovare nei pressi della città;
- Monsignor Tommaso Giannelli vescovo di Termoli dal 1753 al 1768 giudica invece lecito ipotizzare che anche Termon sia una delle tante città fondate dall'eroe epico Diomede che secondo alcuni scritti dopo essere approdato alle isole Tremiti e aver conquistato il Gargano avrebbe fondato molte città tra le quali, secondo il vescovo, potrebbe figurare anche l'odierna Termoli;
- Secondo monsignor Gennaro De Rubertis durante l'antico dominio della città da parte del monastero di Cassino la città prese la denominazione di Termolantes, parola che denota terre appartenenti alla chiesa, libere e immuni dalla podestà secolare;
- Altra ipotesi ancora vuole l'origine della parola Termoli la stessa di Tremiti ovvero quella secondo il quale la frequenza di terremoti avrebbe dato il nome alla città;
- Secondi altri Termoli ha origini greche e quindi le tre lettere finali "oli" sono riconducibili a polis come nei nomi di Napoli o Gallipoli e la radice invece deriva da Terma, limite o confine e quindi città di confine;
- Ipotesi accreditata da A. M. Rocchia nel suo manoscritto dell'800 "Cronistoria di Guglionesi e delle traslazioni di sant'Adamo" è che Termoli in passato fu Interamnia Frentanorum centro portuale strategicamente molto importante in cui avvenivano intensi traffici marittimo-commerciali[8];
- Un'altra tesi sostiene che il nome derivi da Ter Molitus, distrutta tre volte[8];

In ogni caso non si hanno attestazioni certe.
Inoltre un'antica carta geografica risalente al 1745 ritraente tutta la costa molisana, rinvenuta in un archivio americano, riporta per la città i toponimi Termole o Termine.

## Storia

### Antichità
Le attestazioni di vita più antiche risalgono all'età preistorica e romana e sono documentate dai ritrovamenti di necropoli preistoriche in contrada Porticone e Difesa Grande, nonché da attestazioni ricognitive di ville romane.
Per quanto riguarda il promontorio della città, dove oggi si staglia il centro storico, si conferma la presenza dell'uomo già dall'Età del Bronzo grazie a ritrovamenti sotto la Cattedrale di ceramiche molto danneggiate. Con grande probabilità lo stesso territorio viene frequentato da Greci, Sanniti, Frentani e Dauni, che ne resero in passato porto e centro marinaresco.

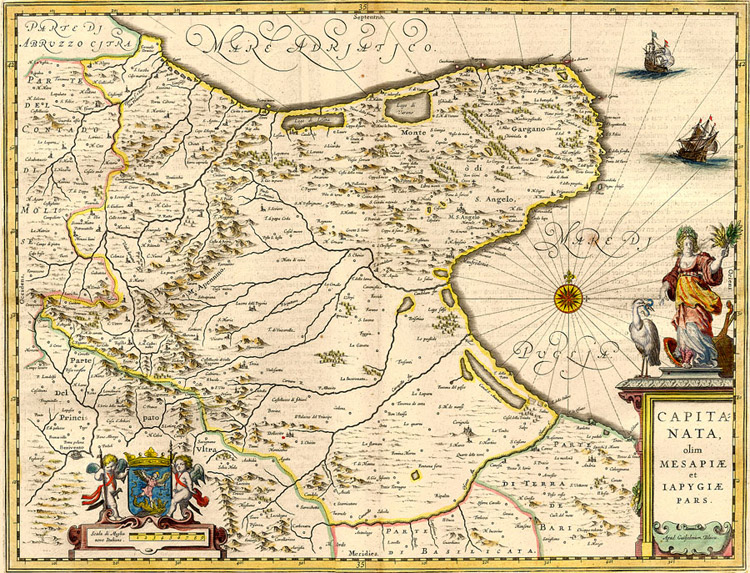
Mappa della Capitanata.

Successivamente, in seguito alle scorribande dei Barbari e ai momenti di crisi socioeconomica del basso impero (circa nel 412), gli abitanti dei luoghi limitrofi si sono rifugiati sul promontorio - zona facilmente difendibile, aperta sul mare, alta, con un unico accesso alla terraferma. Qui si stanziarono e come ricordo esistono ancora vie con nome "Tornola" che fanno riferimento, appunto, ai primi insediamenti medievali di questa zona del promontorio.

### Medioevo
In seguito alla proclamazione di Termoli a capoluogo di Contea (in quanto posto di difesa strategico) ad opera dei Longobardi, che nel 568 fondarono il Ducato di Benevento, nella città fu costruito un complesso difensivo formato da mura, un torrione e 8 torrette merlate, tra cui una chiamata tuttora Torre Tornola.
Altre attestazioni di vita sono la costruzione dell'edificio sul quale, in seguito, nel XII o XIII sec. è stata edificata la Cattedrale nella forma che vediamo noi oggi; i resti originari ci riconducono probabilmente ad un antico tempio romano dedicato a Castore e Polluce, i due Dioscuri. La prima chiesa risale forse al X secolo d.C. e ci fa intendere la presenza di un vescovo e quindi di una diocesi.

La presenza, oltre dell'edificio sacro, anche del Castello, voluto forse da Federico II come torre di vedetta sull'Adriatico (non del tutto diverso nelle funzioni dalle torrette allineate lungo la S.S. 16 a nord di Termoli) denota un periodo di splendore intorno al XII e XIII secolo d.C.

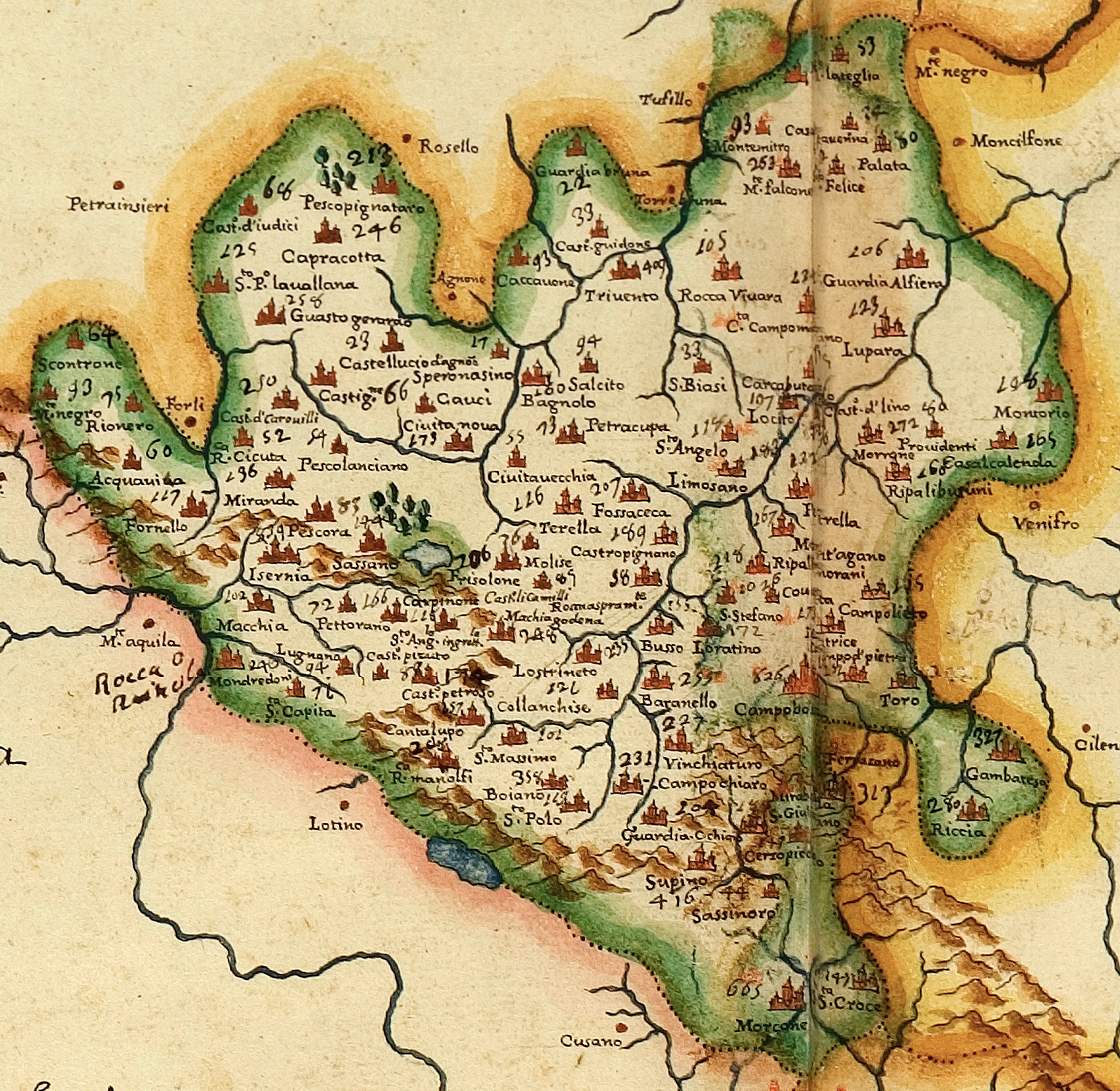
Contado del Molise prima delle riforme borboniche.

Termoli era sede di una delle diocesi più influenti della Terra di Boiano, poi di Molise.

### Età moderna
Le invasioni turche con saccheggi e devastazioni (tra cui quella di Piyale Paşa), terremoti, passaggi di proprietà tra dinastie e famiglie nobili hanno segnato un momento di calo durato fino al 1770 circa.
Attestazioni ufficiali derivano dal Regno di Napoli nelle quali la città di Termoli, la costa molisana e parti del Basso Molise facevano parte della regione storica della Capitanata e solo a causa della riforme murattiane del 1811 furono annesse al pre-esistente Contando del Molise dando vita alla provincia del Molise. Nel 1847 con il passaggio a Termoli di Ferdinando II, fu concesso ai termolesi di edificare anche al di fuori della cinta muraria: il re Borbone diede l'autorizzazione per tracciare le due direttrici che avrebbero segnato l'inizio dello sviluppo della città - conosciute come il Corso (corso Nazionale) e il Secondo corso (corso Fratelli Brigida), poi affiancate dal Terzo Corso (corso Vittorio Emanuele).

#### Feudatari di Termoli
Termoli venne donata da Carlo III di Napoli a Guglielmo di Monforte-Gambatesa, per poi passare alla morte di questi, al figlio Carlo di Monforte-Gambatesa. Alla morte senza eredi maschi di Carlo, Termoli passò al nipote Cola di Monforte. Caduto questi in disgrazia, la città rientrò nel demanio regio e in seguito brevemente ai Monforte, per poi essere infeudata al condottiero Andrea di Capua (morto nel 1511), al quale fu riconosciuto il titolo di duca di Termoli nel 1495. Suo erede fu il figlio Ferdinando o Ferrante di Capua, nato dal matrimonio con Maria d'Ayerbo d'Aragona. Termoli passò successivamente alle figlie di questi, Isabella e Maria. Maria ottenne infine il titolo esclusivo sul feudo di Termoli, trasmettendo al marito Vincenzo di Capua (figlio del fratello di Andrea di Capua, Annibale) il titolo di duca. Il figlio primogenito della coppia, Ferdinando di Capua (fratello maggiore dell'arcivescovo di Napoli Annibale di Capua), succedette al padre quale quarto duca di Termoli nel 1559. Ferdinando sposò Vittoria Sanseverino, figlia di Pietro Antonio Sanseverino, duca di San Marco e Erina (Irene) Castriota, contessa di Soleto. La coppia ebbe un unico figlio, Pietro Antonio di Capua, marchese di Guglionesi (1569-1594), premorto al padre. Pietro Antonio lasciò tuttavia due figli, avuti dal matrimonio con Bernardina Frangipane della Tolfa, ovvero Vittoria e Ferdinando. Quest'ultimo divenne quinto duca di Termoli alla morte del nonno e omonimo, avvenuta nel 1614. Ferdinando morì in giovane età nel 1623, lasciando un'unica figlia, Giulia, nata dal matrimonio con Laudomia Caracciolo. Giulia sposò un esponente di un altro ramo della famiglia di Capua, ovvero Andrea Francesco di Capua, principe di Roccaromana, marchese di Torre di Francolise e conte di Anversa degli Abruzzi, figlio di Giovanni Tommaso e Virginia Belprato, contessa d'Anversa. La coppia ebbe un unico figlio, Antonio Francesco di Capua, sesto duca di Termoli (succedette alla madre nel 1657) e principe di Rocca Romana. Antonio Francesco fu feudatario di Termoli sino al 1686, anno in cui morì. Gli succedette il figlio Andrea di Capua (morto nel 1697). Andrea di Capua concesse a Termoli nel 1687 le Capitolazioni feudali, una serie di norme che regolavano i rapporti tra il feudatario e la città. A questi succedette la nipote Ippolita Maria Pignatelli ed in seguito le figlie di quest'ultima Ippolita e Giulia. Tramite quest'ultima, sposata con Domenico Cattaneo Della Volta Paleologo, Termoli pervenne al ramo napoletano della famiglia Cattaneo, che la tenne sino all'eversione della feudalità. Gli ultimi feudatari di Termoli furono il figlio di Giulia e Domenico, Francesco Cattaneo della Volta Paleologo (1721-1790), principe di San Nicandro e il figlio ed erede di quest'ultimo, Augusto Cattaneo della Volta Paleologo (1754-1824).

### Età contemporanea
Durante la prima guerra mondiale,Termoli fu bombardata dalle navi e dai cacciatorpedinieri austriaci ed alle fine della guerra furono 41 i soldati e marinai caduti in battaglia.
Durante la seconda guerra mondiale, Termoli fu occupata dai tedeschi. Il 3 ottobre 1943 giunsero gli alleati al comando del generale Montgomery sbarcando al porto, provenendo da Foggia. I tedeschi allora ingaggiarono una furiosa battaglia presso la stazione ferroviaria, che fecero saltare in aria, e successivamente si ritirarono nei centri della linea del fiume Biferno, mentre altri andarono a fortificare la linea di San Salvo-Montenero. Nei 4 giorni di scontri nei pressi di Termoli, vi furono 18 vittime tra la popolazione civile e un migliaio di militari di  ambo gli schieramenti.
Nell'immediato dopoguerra, la città ha visto lo sviluppo del turismo balneare, essendo la principale città del Molise sulla costa; negli anni '80-'90 si è registrato anche un rapido sviluppo demografico e urbano, che ha portato velocemente Termoli ad essere la seconda città del Molise dopo Campobasso per popolazione, divenendo anche la seconda sede universitaria regionale.

### Simboli

Gonfalone comunale

Lo stemma comunale è quello storico, rappresentato da una torre che insiste su due scogli nel mare. Il gonfalone è un drappo di azzurro.

## Monumenti e luoghi d'interesse

### Castello svevo

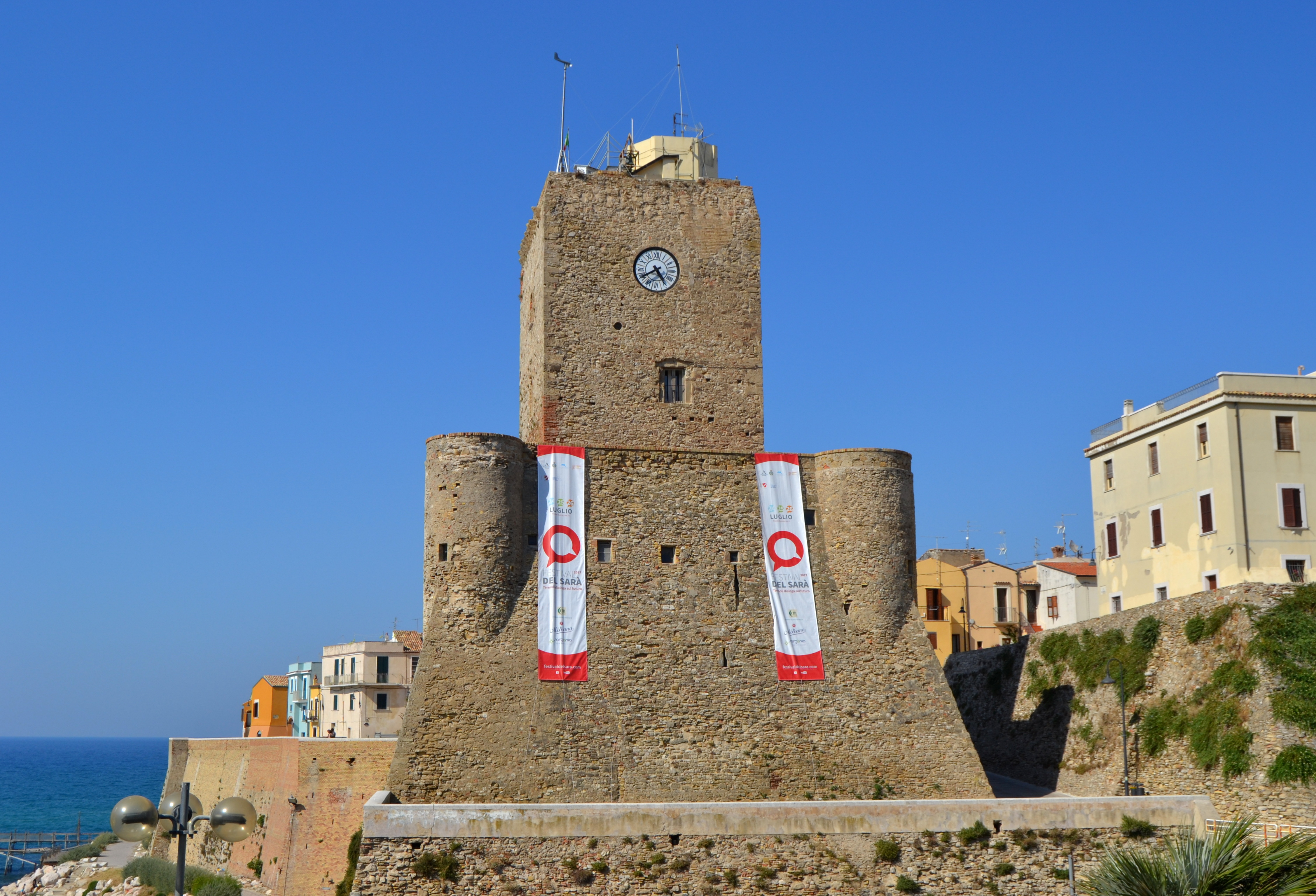
Veduta del castello.

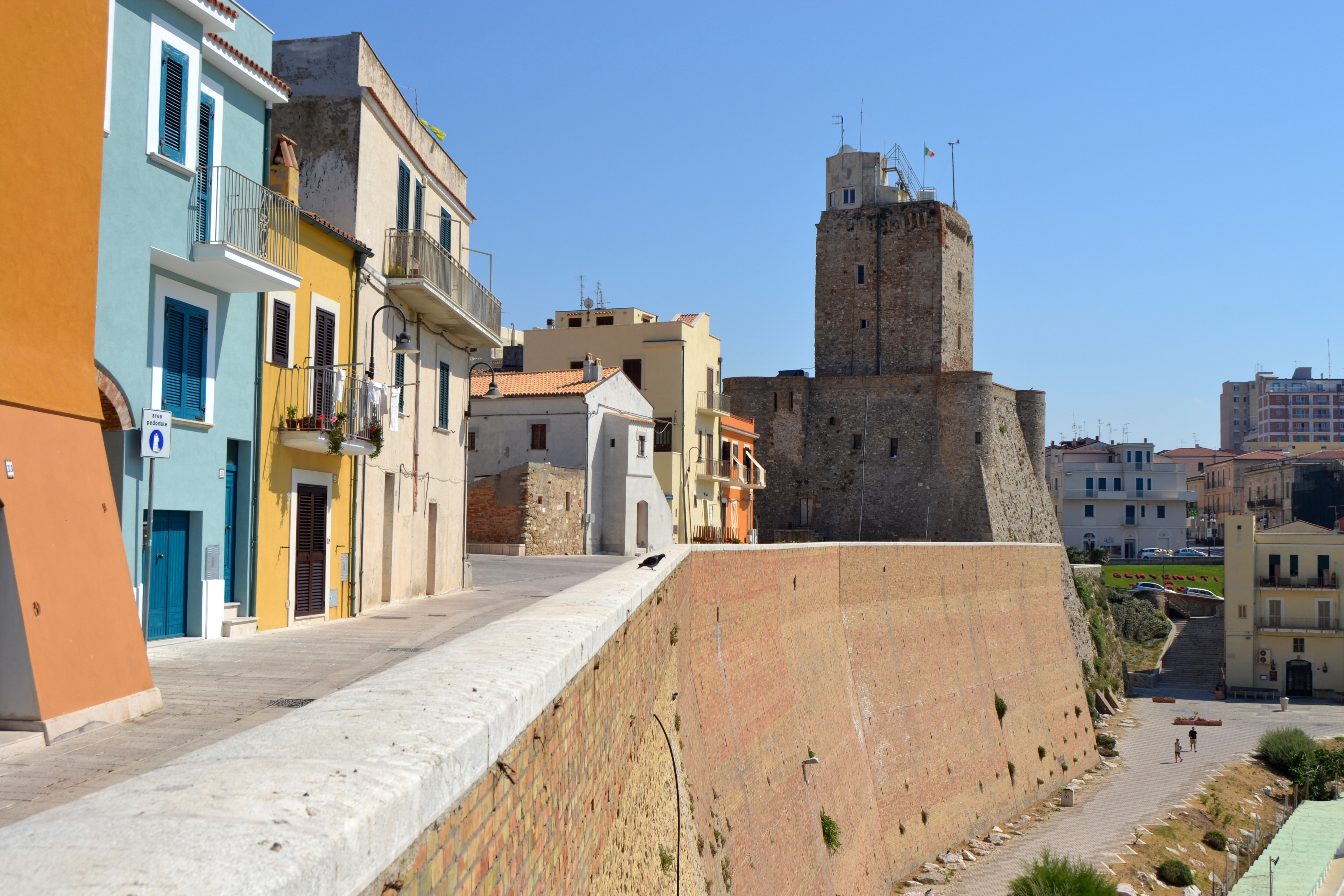
Veduta delle mura del borgo antico.

Il Castello svevo è il simbolo più rappresentativo della città. La sua architettura improntata a gran semplicità, priva di qualsiasi ornamento, e le sue caratteristiche difensive lasciano supporre che sia stato costruito in epoca normanna (XI secolo), interamente in pietra calcarea e arenaria, nei pressi di una preesistente torre longobarda. Esso è tuttavia definito "svevo" in seguito alla ristrutturazione e fortificazione voluta da Federico II di Svevia nel 1240, dopo i danni arrecati da un attacco della flotta veneziana. Data la sua ubicazione, era il fulcro di un più ampio sistema di difesa, costituito da un robusto muro che cingeva l'intero perimetro della città e da diverse torrette merlate, di cui una si è conservata intatta ed è situata all'ingresso del borgo antico.

Altra bandiera in uso

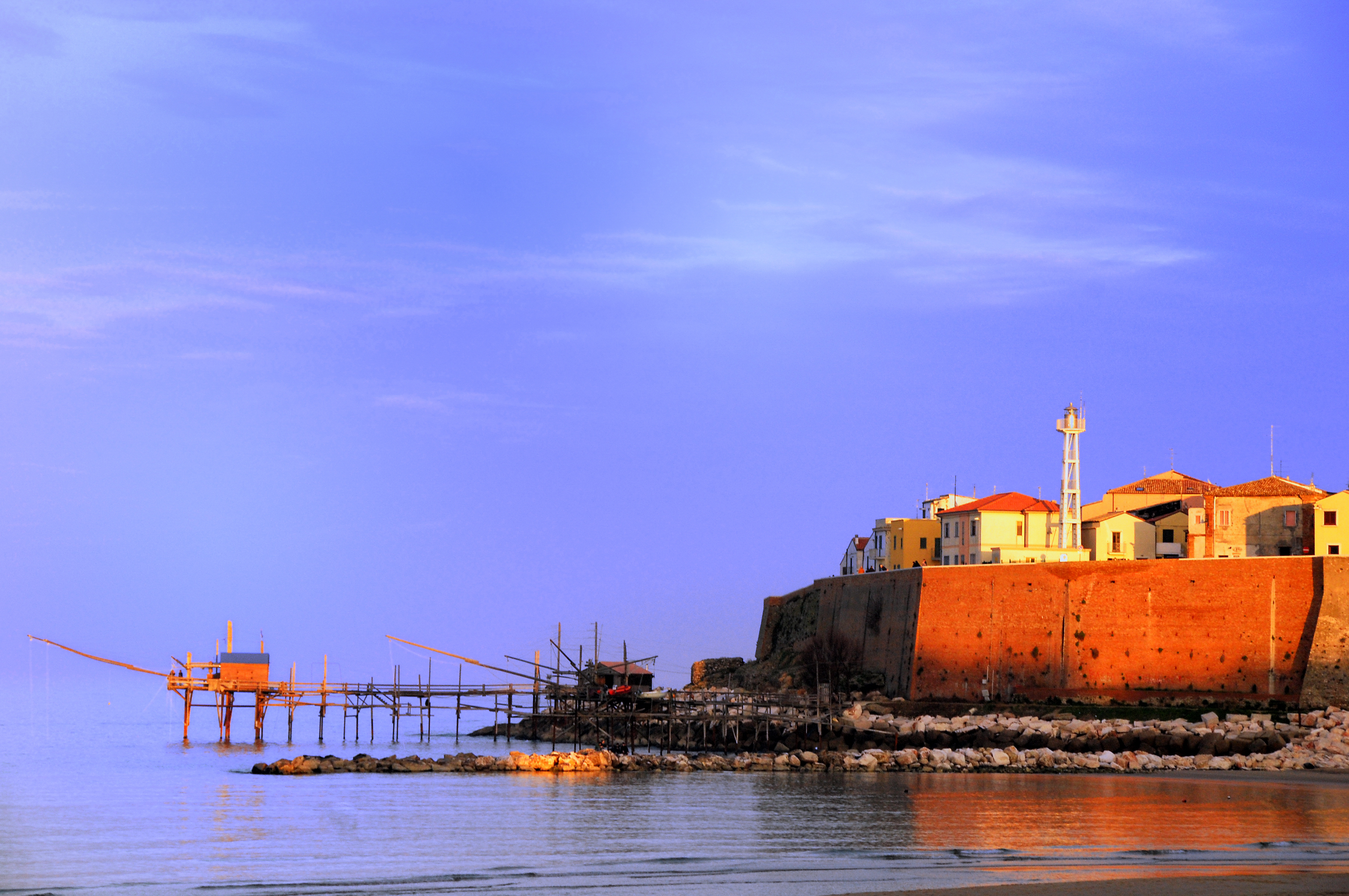
Borgo antico con trabocchi.
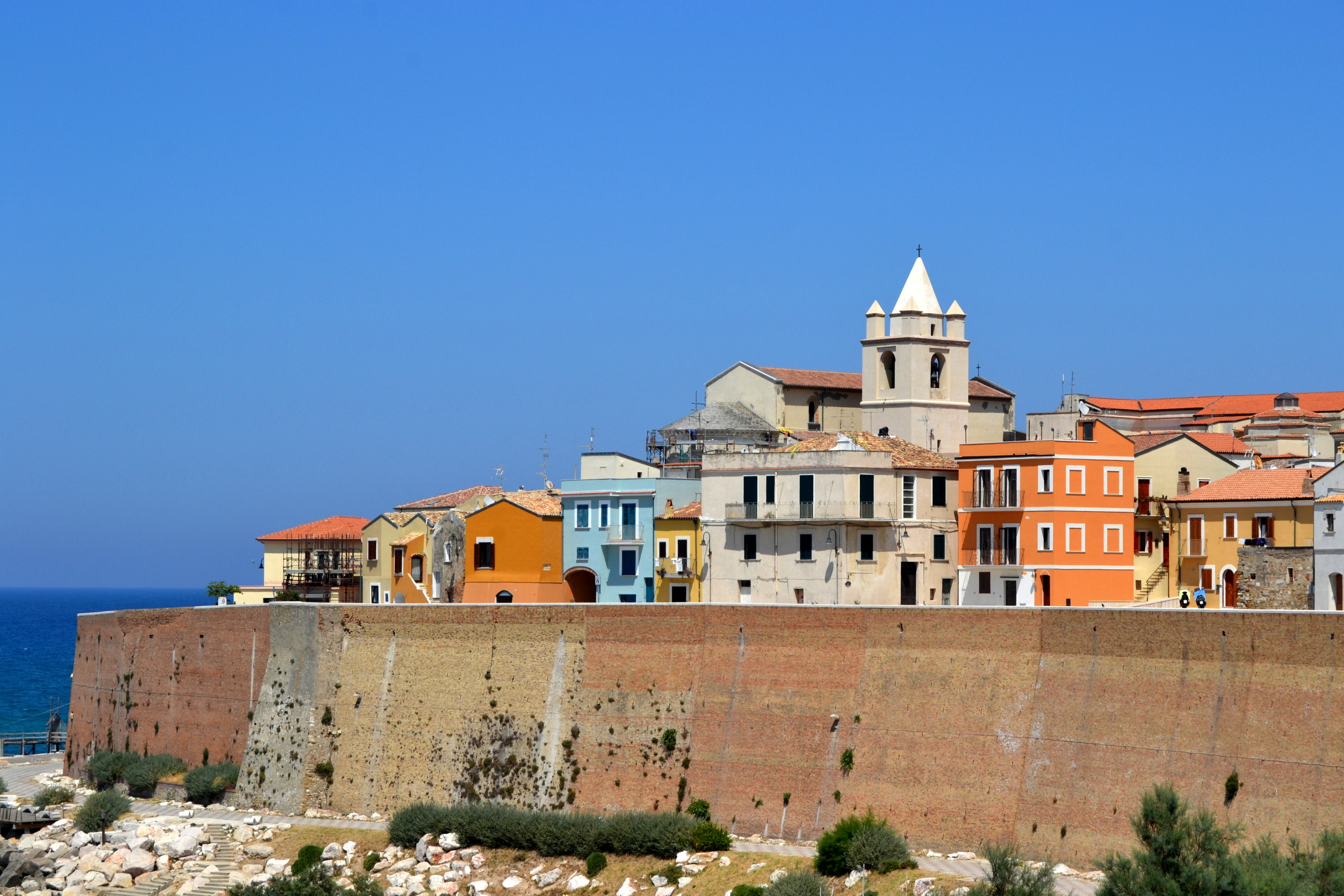
Veduta del centro storico con le mura
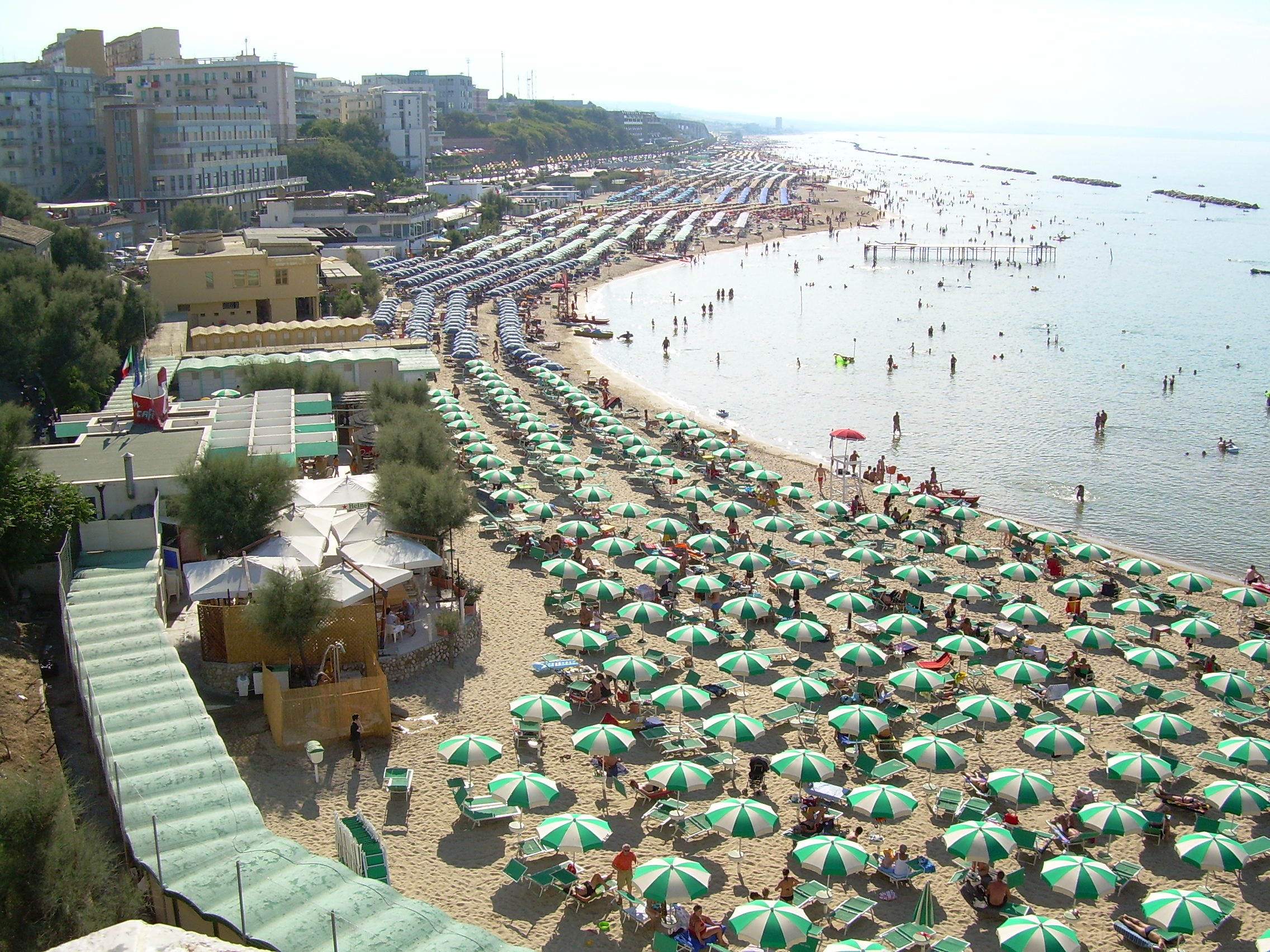
Lungomare nord.
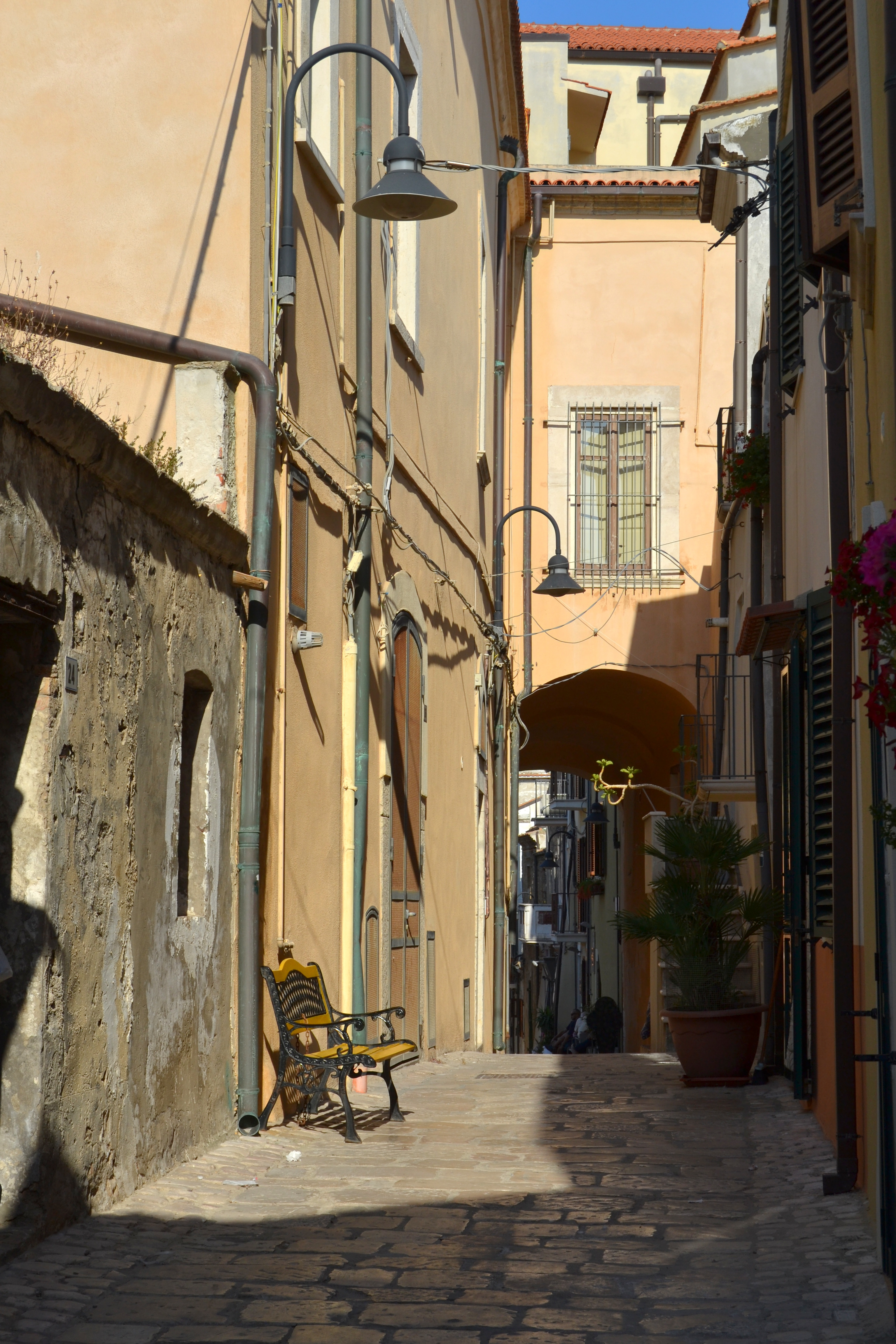
Caratteristica via del Borgo.
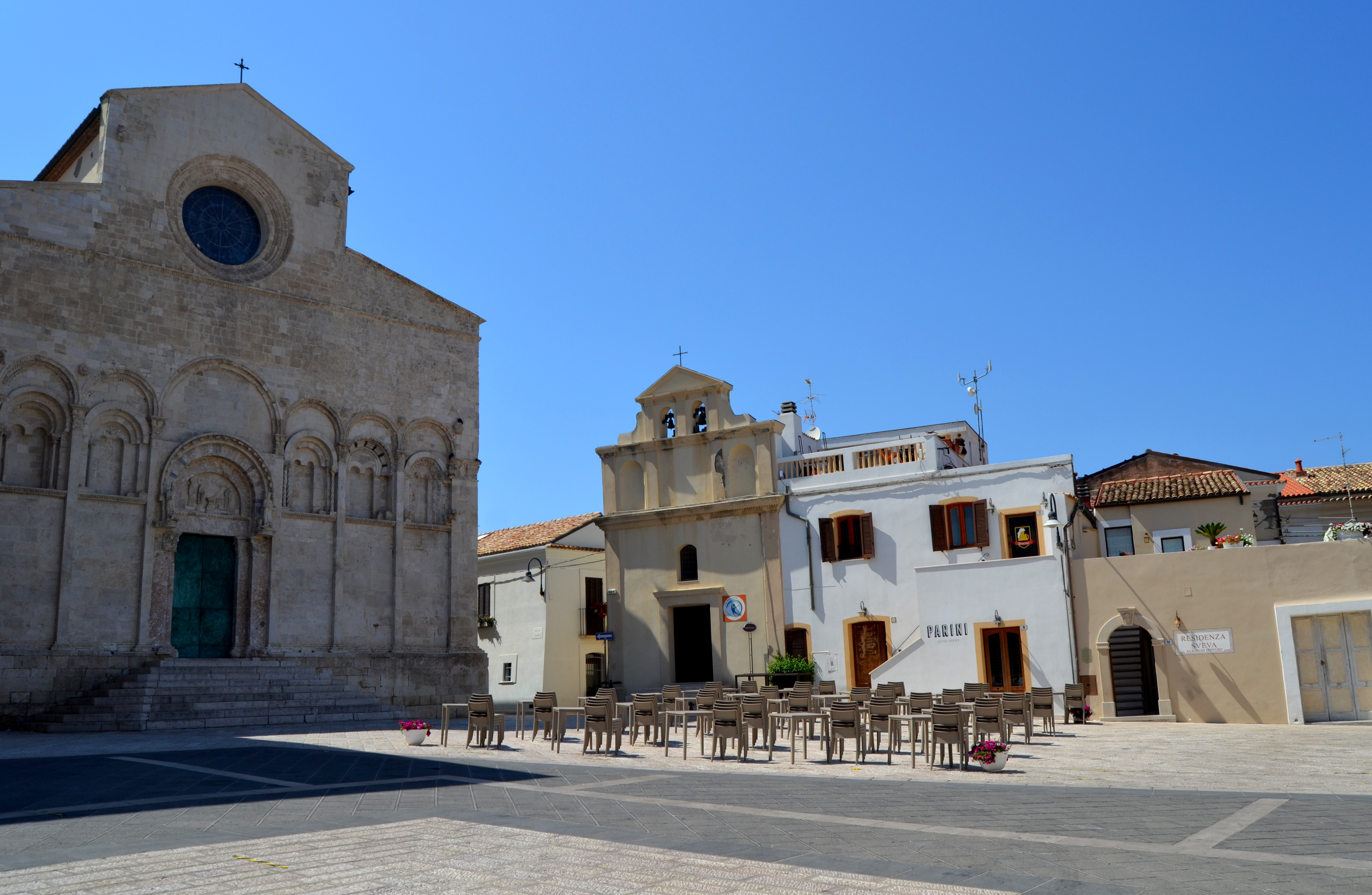
Cattedrale e piazza nel borgo.

### Cattedrale

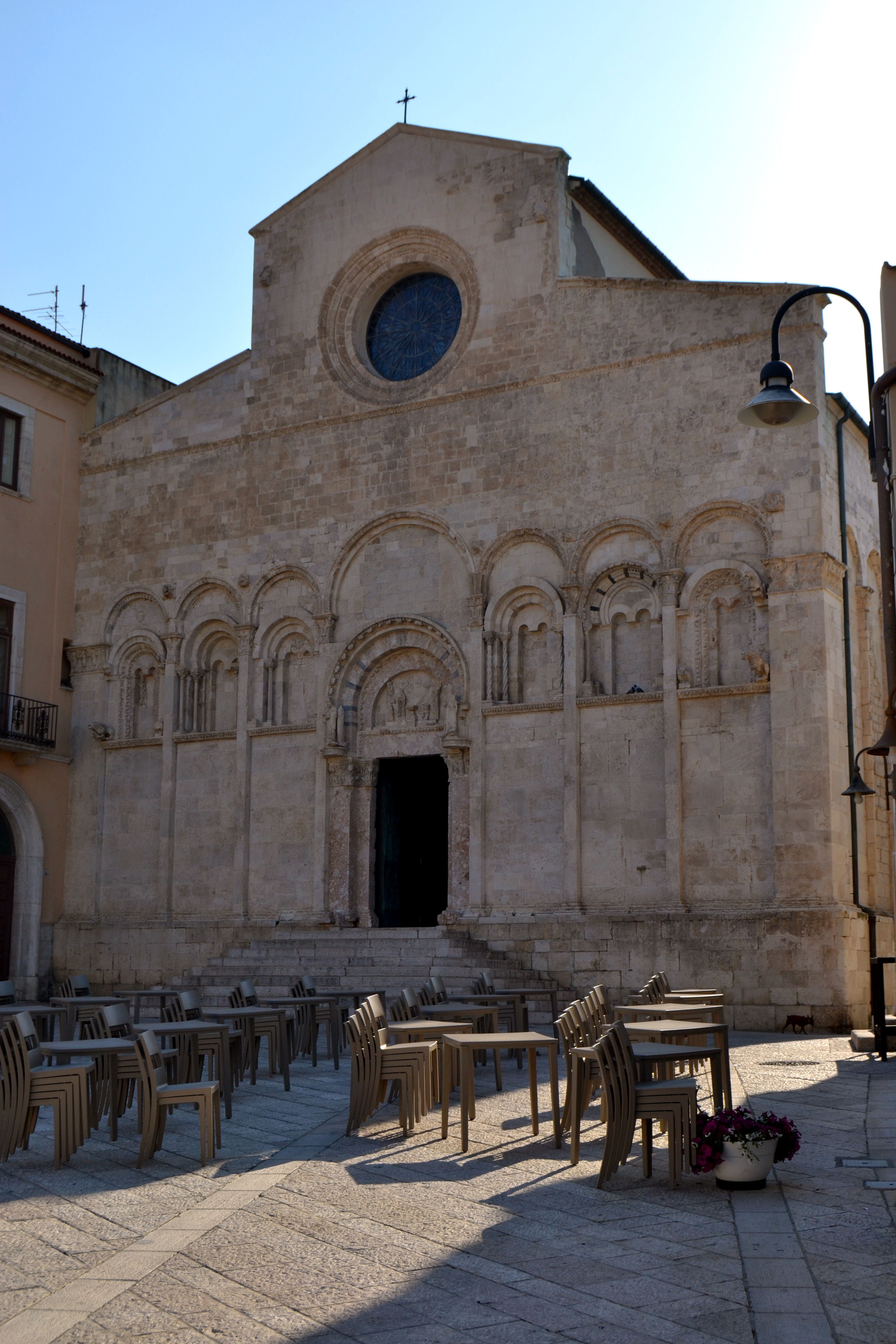
La Cattedrale nel borgo storico

Di notevole interesse architettonico è anche la cattedrale di stile romanico pugliese dove sono conservati il corpo del santo patrono della città, Basso e del compatrono Timoteo. Essa è edificata nel punto più alto del promontorio termolese, ha sviluppo longitudinale ed è divisa in tre navate. Difficile determinare la data di costruzione della basilica; alcuni elementi, tuttavia, farebbero presupporre la presenza di una cattedrale già nel IX-X secolo.

### Altre architetture religiose
- Chiesa San Timoteo: sul Corso Fratelli Brigida, è la prima chiesa moderna della città nuova di Termoli, voluta dal Monsignor Oddo Bernacchia con la bolla del 1954. La chiesa si affaccia sul corso, è in stile moderno, a pianta rettangolare irregolare, con rientranze dei blocchi in modo da movimentarne i lati; i pilastri sono in cemento, gli esterni in mattoncini rossi. L'interno è a navata unica, non ci sono altari laterali, ma una sequenza di pilastri realizzati in stile pseudo gotico. La chiesa fu voluta per rendere omaggio a San Timoteo, le cui reliquie vennero ritrovate nel 1945 presso la Cattedrale.
- Chiesa Gesù Crocifisso: in piazza Sant'Alfonso, la parrocchia fu eretta nel 1966 dal Monsignor Proni, venendo inaugurato l'anno seguente. La chiesa è sede dei Padri Redentoristi; è una delle chiese moderne più interessanti di Termoli al livello architettonico: l'impianto è misto, si apre a ventaglio sulla piazza, la facciata è sovrastata da delle finestre che si fanno spazio rendendo la copertura irregolare, con grandi oculi rettangolari; all'altezza del presbiterio del vertice retrostante si innalza una sorta di cupola con bracci di ferro. Il campanile laterale è una torre in cemento armato, composta da due travi di cemento unite dalla croce.
- Chiesa del Carmelo: in via Panama, fu eretta nel 1966 quale parrocchia, inizialmente le funzioni si svolgevano nella chiesa della Madonna delle Grazie, poi nella nuova chiesa, inaugurata nel 1977. Ha un impianto quadrangolare a croce greca, con aula centrale, presso il presbiterio si innalza la cupola a piramide quadrata, dotata di vetrate. L'interno è diviso in ambienti scanditi dai pilastri in cemento armato, l'altare è una nicchione con il trono presbiteriale, e un'immagine in stile bizantino del Cristo Redentore.
- Chiesa Sacro Cuore di Gesù: nella piazza omonima, la parrocchia fu eretta nel 1980 dal Monsignor Cosmo Ruppi, nel 1981 il primo fabbricato della chiesa era una lamiera, gestita dal padre don Rocchino Sciarretta; nel 1983 ci fu la posa della prima pietra del definitivo edificio, inaugurato il 19 aprile 1986. Nel 1998 è stato adeguato il nuovo altare, insieme all'ambone, benedetto dal Monsignor Domenico D'Ambrosio. Presso l'altare si conservano delle reliquie dei santi termolesi Basso di Lucera, Timoteo, Teresa di Lisieaux e Bernardo; l'altare a tabernacolo proviene dalla chiesa della Madonna delle Grazie, recuperato per volere di don Nicola Mattia. L'esterno è a pianta quadrangolare irregolare, la facciata geometrica mostra alcune caratteristiche delle chiese classiche, un portico laterale ad arcate poggianti su colonne cilindriche a capitello, e il piano a coronamento orizzontale, quadrato, con le linee di un rosone appena accennato, e una croce soprastante.
- Chiesa San Francesco d'Assisi: posta sul viale omonimo, fu eretta a parrocchia nel 1976, gestita dai Padri Cappuccini. L'ordine dei Francescani a Termoli è documentato sin dal 1545, la chiesa stava nel colle dove sorge il santuario di Santa Maria in Valentino o "Madonna a Lungo"; dopo il saccheggio turco del 1556, i Cappuccini abbandonarono il convento, andando altrove, e giunsero di nuovo a Termoli con l'edificazione di questa chiesa, iniziata nel 1972 e conclusa nel 1978. L'inaugurazione ci fu il 10 aprile 1984, tuttavia si sono dovuti svolgere nuovi lavori a causa di un grave incendio che l'ha distrutta quasi del tutto, sicché è stata riconsacrata il 16 marzo 1991. La chiesa ha la forma rettangolare, che verso l'alto si riduce a uno slancio verso la torre campanaria, assumendo le dimensioni di una barca a vela, per il tetto obliquo. L'interno ha il soffitto ligneo, presso l'altare si trova un mosaico monumentale che rappresenta Cristo crocifisso tra angeli oranti.
- Chiesa Santi Pietro e Paolo: in via Biferno, divenne parrocchia nel 1981, presso un prefabbricato in lamiera, successivamente iniziarono i lavori di costruzione, che fu inaugurata il 29 giugno 1986. La posa della prima pietra proveniente dal Santo Sepolcro di Gerusalemme, avvenne il 16 maggio 1982.

Santi Pietro e Paolo Apostoli. I decreti istitutivi della parrocchia, unificata con atto del 1º gennaio 2014, in precedenza erano distinti e datati come segue: San Pietro 1º novembre 1980; San Paolo 8 ottobre 1986. È una chiesa dall'impianto irregolare, che assume le caratteristiche di un ventaglio, il punto verticale del cono vede ergersi la torre campanaria in mattoni. L'interno è molto semplice, presenta vetrate istoriate alla maniera antica, il trono del presbite è in stile romanico, in marmo.

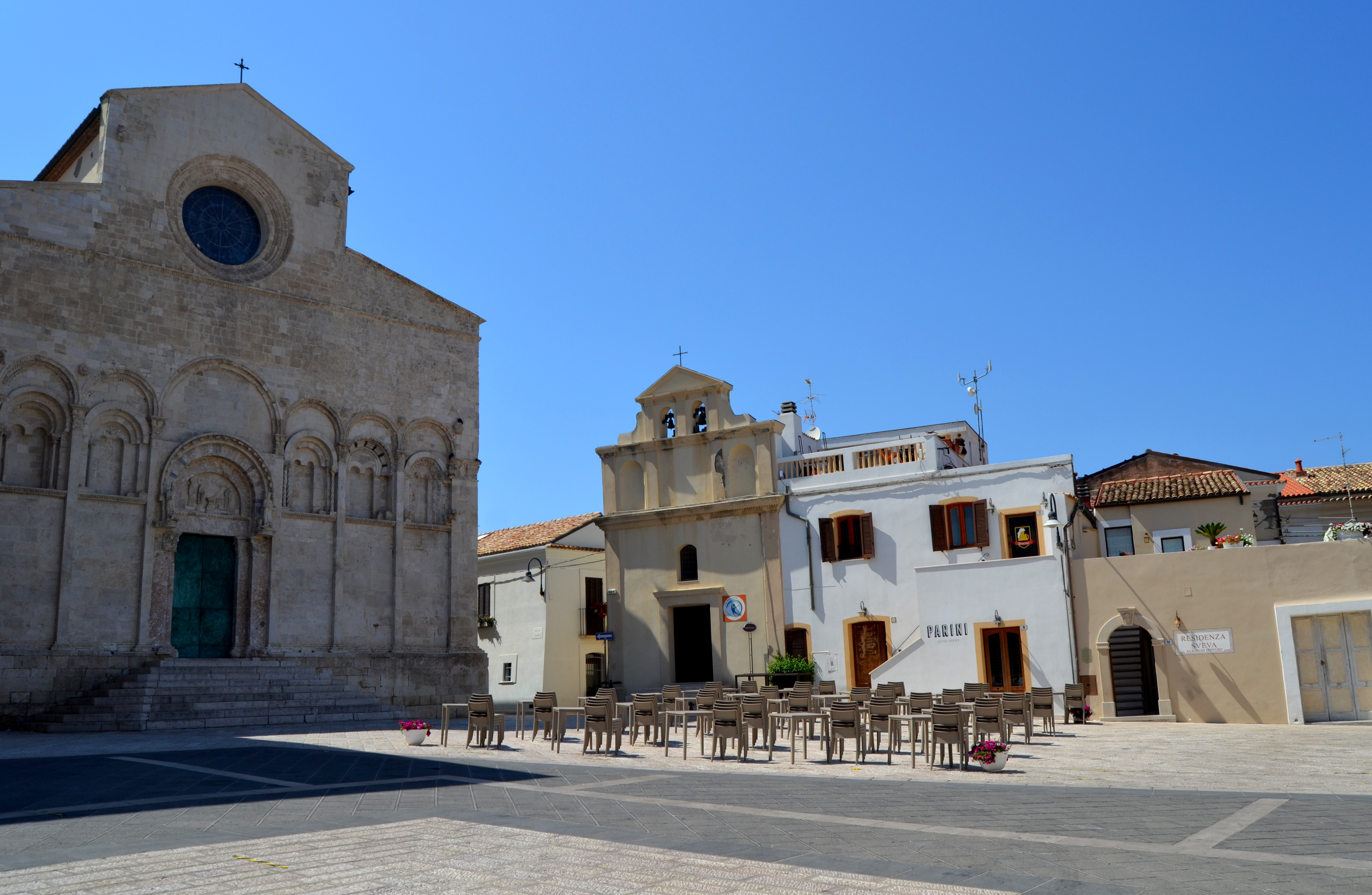
Piazza Duomo: la Cattedrale e la cappella di Sant'Anna

- Chiesa Santa Maria degli Angeli: in via degli Oleandri, fu elevata a parrocchia nel 1986, i lavori iniziarono nel 1988, concludendosi il 20 febbraio 1993. La chiesa presenta uno stile abbastanza classico per essere una chiesa moderna, impianto rettangolare con la facciata rivolta su uno dei lati lunghi, ornato da un oculo e un portale, con accanto la torre campanaria in cemento. Due ordini di finestre rettangolari disposte su due file consentono il passaggio della luce.
- Chiesa Maria SS. della Vittoria in Valentino (pellegrinaggio 'a Madonn'a ll'unghe): si trova sul colle omonimo, in origine era un monastero dei Frati Francescani, fondato nel 1545, con il beneplacito del vescovo Antonio Attilio. Nel 1566 l'attacco turco distrusse Termoli, anche il convento fu preso d'assedio, ma non venne bruciato perché i padri scelsero di abbandonarlo. Il convento successivamente andò perduto, e rimase solo la chiesetta barocca, che venne restaurata negli ultimi anni del XX secolo. La chiesa ha impianto rettangolare con leggeri contrafforti laterali, facciata a coronamento orizzontale, con portale architravato e finestra centrale. Internamente si conservano una tela della Madonna della Vittoria, risalente al XVI secolo, il resto degli stucchi e dei pennacchi è del XVIII secolo.

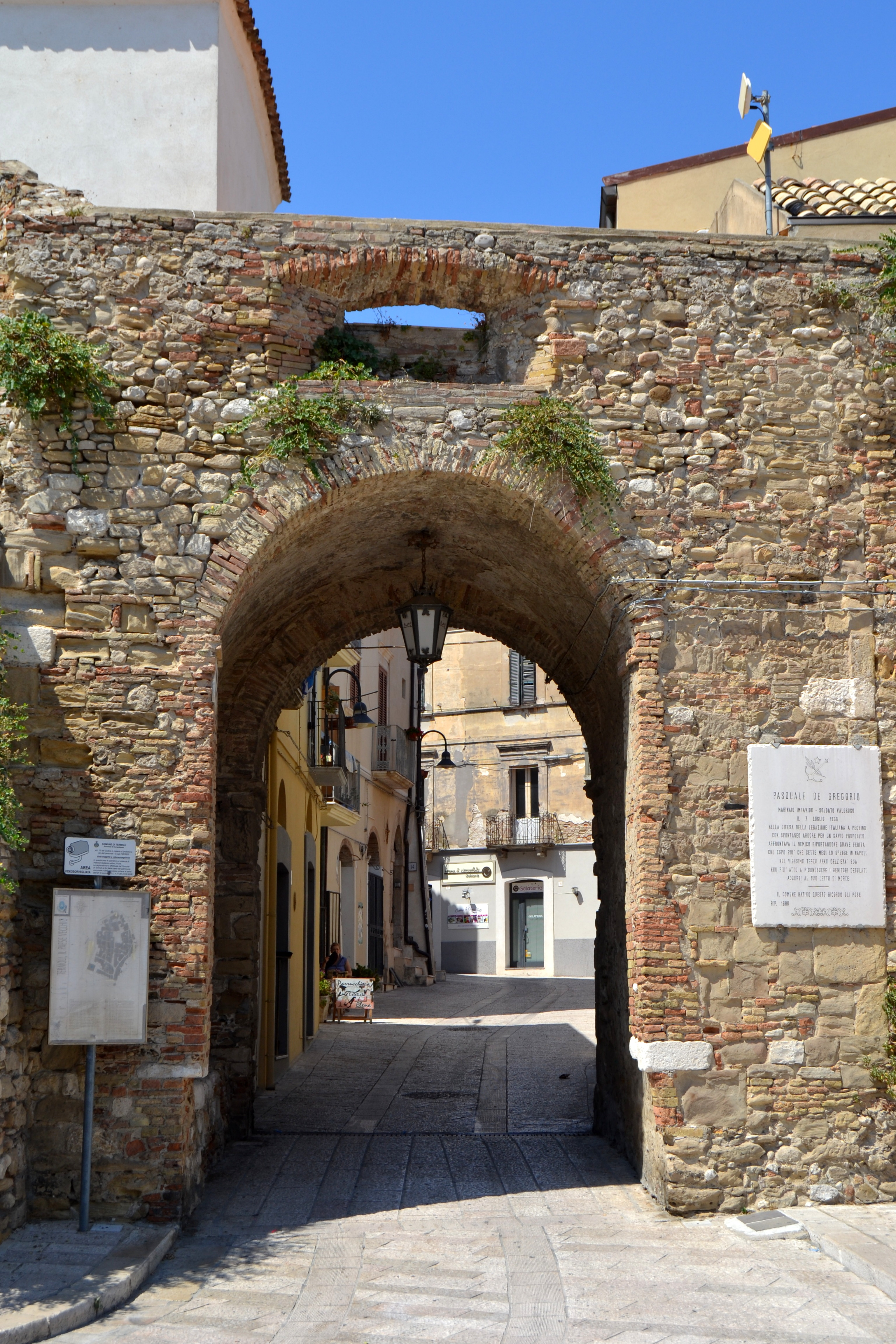
Ingresso di Porta Nuova, presso la Torretta

- Chiesa della Madonna delle Grazie: in via delle Grazie, storica chiesa in origine posta in campagna, oggi nel nuovo nucleo urbano termolese, in antichità era la meta finale del percorso del Calvario durante il Venerdì santo. Nella parte destra la facciata vi era un muro di pietra conformato al Monte Golgota con 3 croci, al centro della croce di Cristo vi era una nicchia con la statua dell'Addolorata, oggi posta all'interno della chiesa. L'interno è molto semplice, a navata unica voltata a botte; l'esterno è decorato da portale architravato sovrastato da piccolo oculo; sulla sinistra sorge la moderna casa canonica con portico d'ingresso.

### Architetture militari del borgo

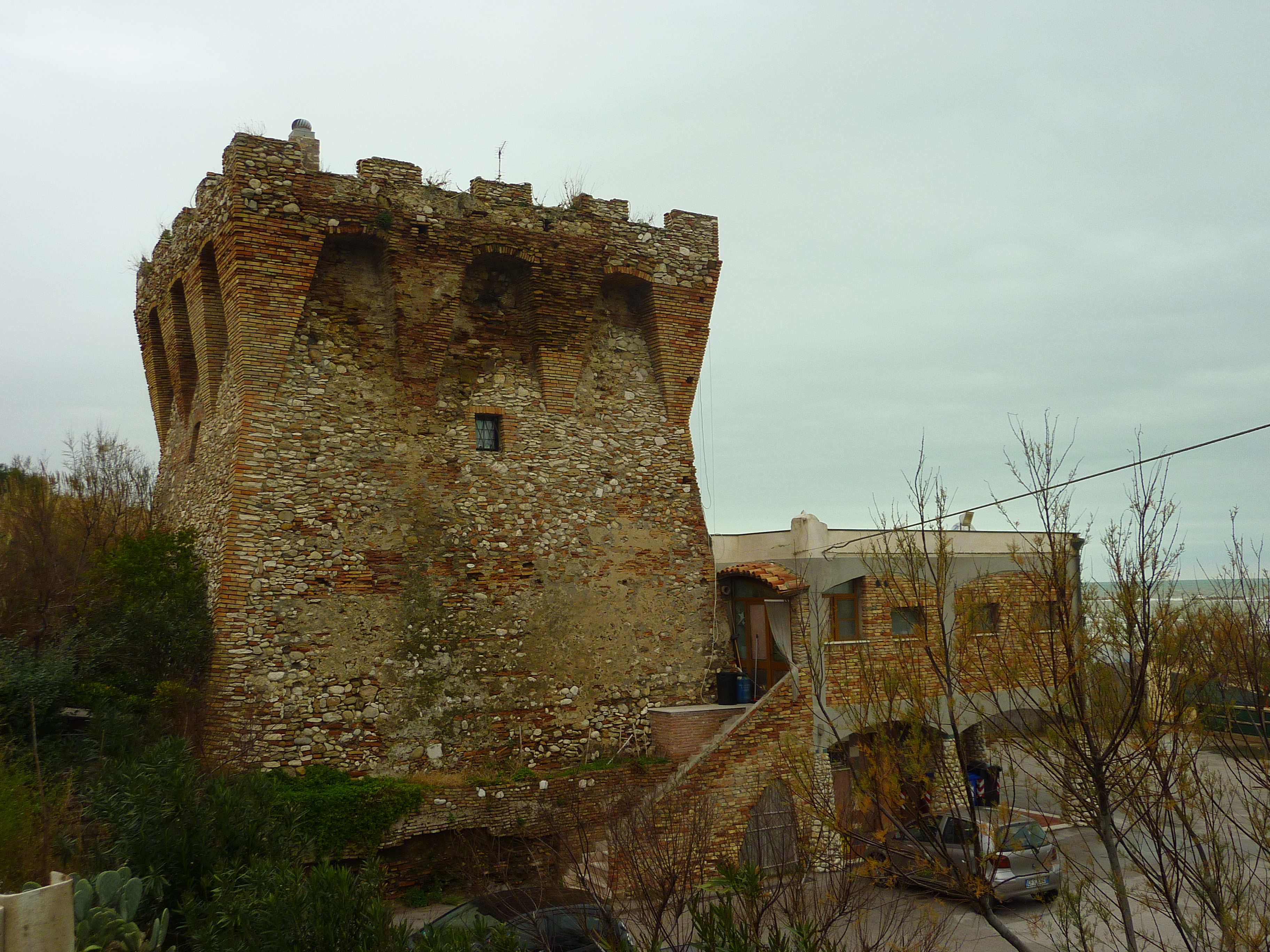
Torre del Sinarca

- Torre del Meridiano: è una delle torri costiere di Termoli, situata oggi nella parte della città nuova in via Rio Vivo, a sud-est del paese vecchio. La torre è a pianta circolare, è di particolare importanza perché era ritenuta il punto d'incrocio tra il 42º parallelo Nord e il 15º Meridiano Est; era per questo usata come torre di avvistamento per prevenire attacchi via mare, la sua posizione dominava sino alla foce del Biferno.
- Torre del Sinarca: si trova sulla costa adriatica Nord, tra Termoli e Petacciato. Fu realizzata nel XVI secolo da Carlo V di Spagna per fortificare tutta la costa adriatica del Regno, onde prevenire attacchi nemici via mare. Si conserva in perfetto stato, ha pianta quadrangolare con grandi merlature al piano superiore, e beccatelli.
- Torretta Belvedere: si trova in via del Porto, e insieme alla porticina ad arco a tutto sesto, è il principale ingresso al paese vecchio dal Corso Nazionale. Si pensa che la torretta abbia origini normanne, come studiò Carlo Cappella; essa poi con la fortificazione sveva del borgo, assunse il ruolo di vedetta sul mare per prevenire gli attacchi. Fu dotata successivamente anche di cannoniera al livello della scogliera, per assicurare la copertura del muraglione occidentale. Presenta ancora la decorazione quattrocentesca e a merli e beccatelli.
- Torre Tornola: si trova sulla riviera del viale dei Trabucchi, sotto la passeggiata Federico II. Faceva parte dell'antico sistema difendivo del borgo, realizzata nella metà del Duecento, insieme completava la cinta muraria di 8 torri, oggi scomparse. La torre deve il nome alla località italica di "Cliterniola", che era il porto marino frentano della città di "Cliternia" (Campomarino). La torre dal XVII secolo cominciò a cadere in degrado, sino a crollare del tutto, oggi rimane la base a pianta circolare in conci irregolari.

#### Monumenti civili del borgo medievale
La parte antica della città è caratterizzata principalmente dal Castello svevo (utilizzato come simbolo della stessa città), dalla Cattedrale situata in piazza Duomo, dalla Chiesa di Sant'Anna e dalla Torretta Belvedere. Di notevole importanza l'ex seminario vescovile situato in piazza S. Antonio, piazza Vittorio Veneto con il suo palazzo e i suoi giardini, il Monumento ai caduti, il Santuario Maria SS. della Vittoria in Valentino e la Chiesa della Madonna delle Grazie.

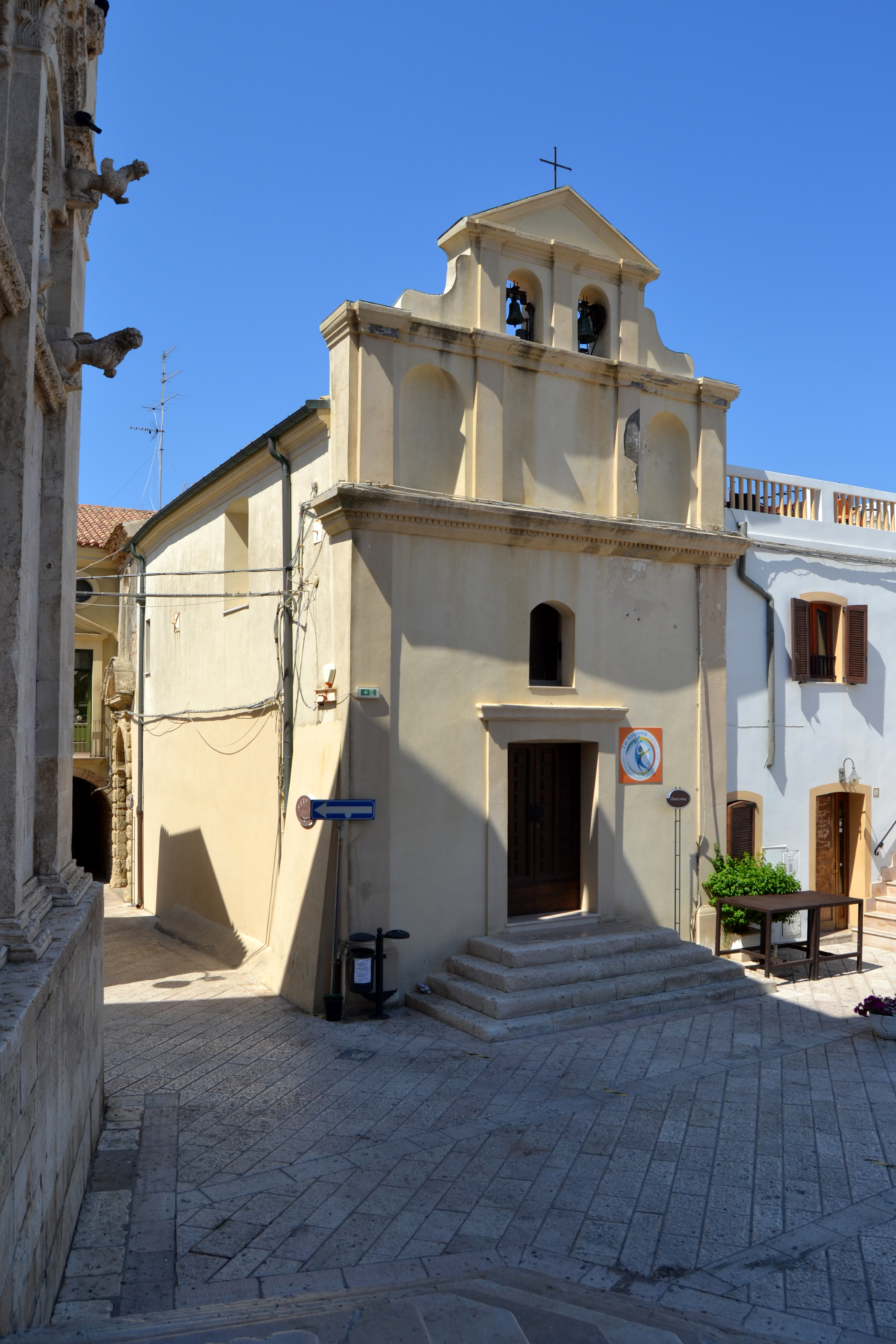
Chiesa di Sant'Anna

Chiesa di Sant'Annaaffianca la Cattedrale in piazza Duomo. La chiesa risale al XVI secolo, vi si venerava San Rocco per la protezione contro la pestilenza, ma anche Sant'Anna per i parti felici. Nel 1968 fu ridotta a semplice battistero, e riaperta al culto solo nel 1992. La chiesa presenta uno stile semplice barocco, con delle nicchie sulla facciata, che in cima è completata da un campanile a vela centrale.

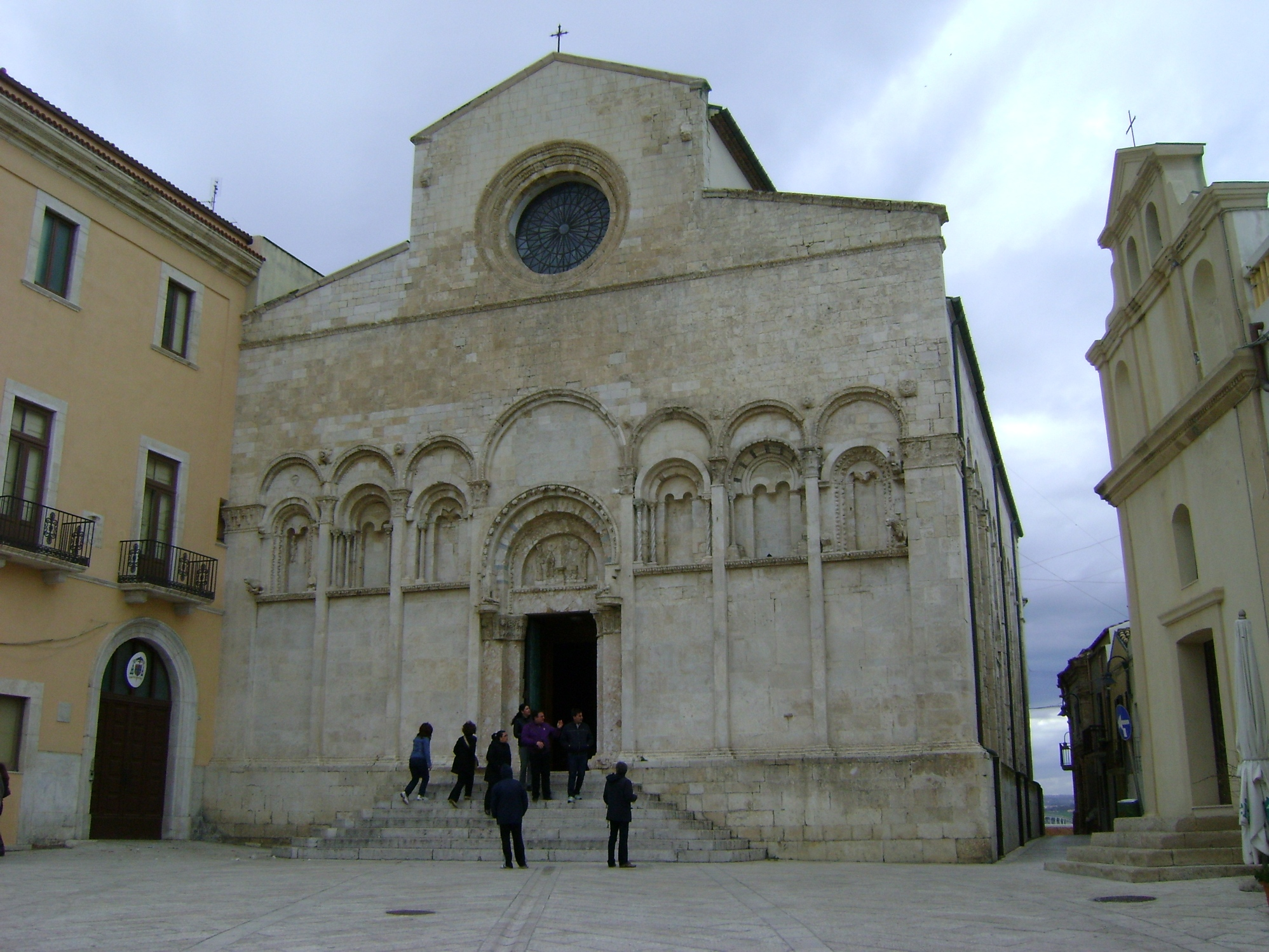
Cattedrale, sulla sinistra l'Episcopio

Palazzo vescovileaffianca la Cattedrale. Risale al XVI secolo, rifatto dopo la distruzione di Termoli da parte dei turchi nel 1566; ha impianto rettangolare, l'ingresso sulla piazza è dato da un portale in pietra scolpita, sormontato dallo stemma vescovile della diocesi di Termoli. Il palazzo ospitava la casa del vescovo e gli uffici; la casa del vescovo è un palazzetto attaccato a questo, con l'ornamento dello stemma pastorale. In una cappella si conservano reliquie di San Basso patrono di Termoli, e anche dei resti di San Timoteo.
Chiesa di Sant'Antonio di Padovasi trova nel piazzale omonimo davanti alle mura. La chiesa attuale risale al 1975, sede della parrocchia che fu istituita nel 1936 e poi ancora nel 1959, ed ha pianta circolare. La chiesa antica è oggi mostra d'arte, fu realizzata nel 1445, sede dei Frati Minori Osservanti, ed era dotata di un monastero, distrutto dai turchi nel 1566. Il convento fu ricostruito, ma soppresso nel 1812, e nei primi anni del Novecento si demolì quanto ne restava, lasciando la chiesa; questa è a pianta rettangolare, conserva un bel portale romanico con elementi vegetali sulla cornice a rilievo.
Palazzo Ragnisi trova nel centro storico, vi nacque il pittore Basso Ragni, vissuto poi a Livorno.
Piazza Sant'Antoniosi trova appena fuori le mura del Castello svevo; in origine era la villa pubblica di Termoli, prima della realizzazione dell'attuale. Era una villa spaziosa, con oleandri e aiuole, fu inaugurata nel 1935, espropriando i terreni dell'ex convento di Sant'Antonio degli Osservanti. Negli anni '50 la piazza ospitò la nuova sede municipale, spostata da piazza Insorti d'Ungheria, sicché dal 1951 la villa venne smembrata e cementificata, divenendo un parcheggio. La piazza ospita da un lato la Galleria civica presso l'ex chiesa di Sant'Antonio, dall'altra il palazzo municipale di Termoli, al centro della "rotonda" vi è una fontana del 1949 realizzata da Renato Beretta. La fontana mostra una vasca con quattro pesci, una rana, un mollusco a rilievo; il secondo blocco vede stagliarsi la figura di un fanciullo che sembra domare i quattro pesci dalla grossa testa; il giovane è seduto su di essi, il terzo pesce è tenuto fermo dal piede sinistro, il quarto è tenuto stretto dal braccio del giovane. Restaurata nel 2001.
Monumento ai cadutiin piazza Vittorio Veneto, una delle piazza più grandi della Termoli del primo Novecento, dove venne realizzata anche la scuola elementare "Principe di Piemonte". Il monumento fu inaugurato nel 1926 per commemorare i morti locali nella Grande guerra, è caratterizzato dalla tipica architettura di regime nell'atto di celebrare il valore eroico dei caduti, vi è l'incisione ANNO X (1932) in occasione del restauro di Enzo Bucchetti, che realizzò il piedistallo in pietra bianca, che sorregge il gruppo bronzeo del milite romano, nell'atto di difendere una matrona, la personificazione di Termoli. L'epigrafe è stata dettata dal grecista locale Gennaro Perrotta.
Monumenti ai personaggi illustri di Termolisi trovano sul Corso Nazionale, sono statue bronzee dedicate a Benito Jacovitti, Gennaro Perrotta, Carlo Cappella.

### A Rejecelle
Una delle strade più caratteristiche di Termoli, si trova nel cuore del borgo antico, tra Vico 2° Castello, via Campolieti Nicola Maria e via Salvatore Marinucci. Unitamente a un vicolo di Ripatransone è la via più stretta in Italia, misurando solo 41 centimetri di larghezza.

### Il parco pubblico

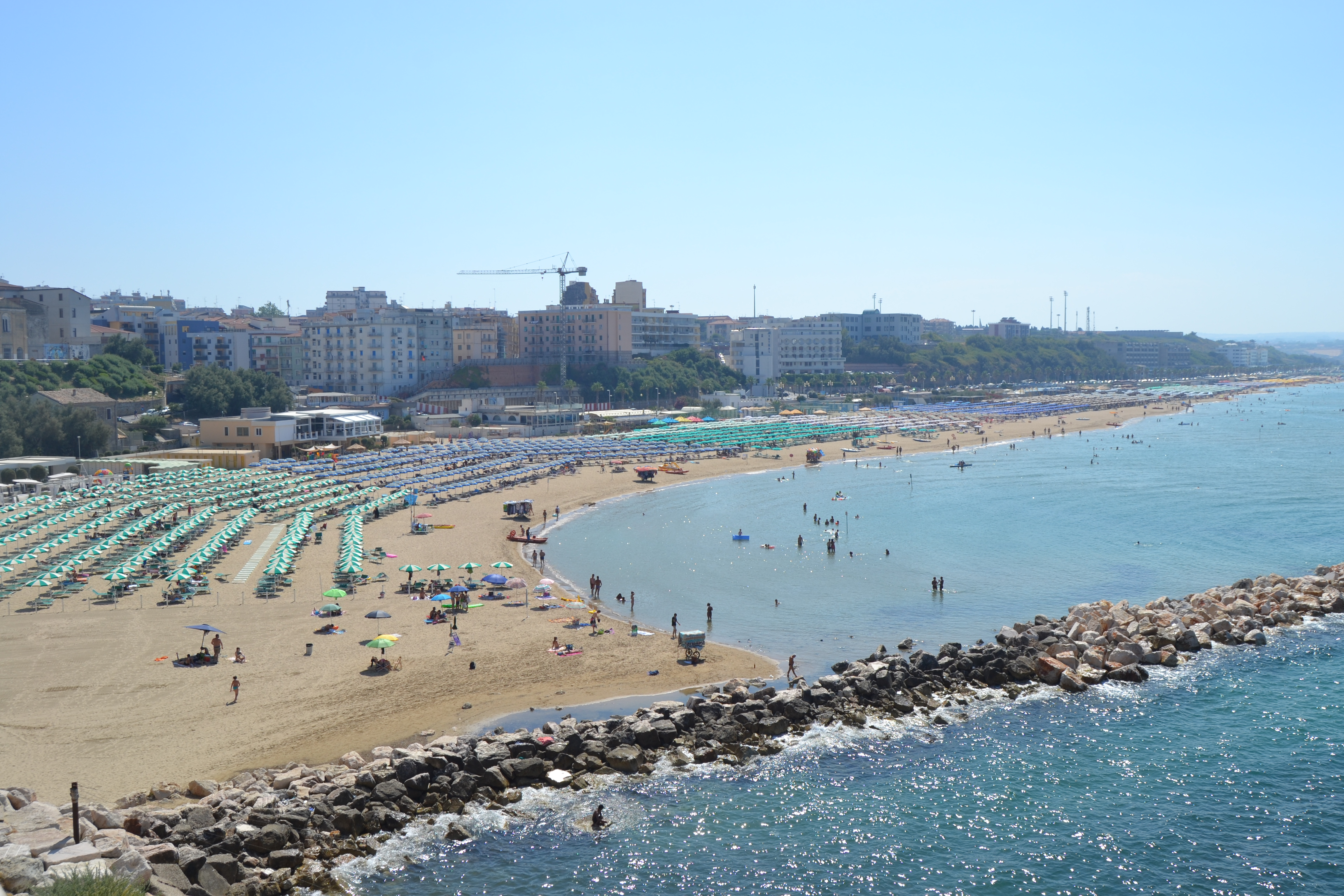
La spiaggia nord

Il parco comunale "Girolamo La Penna" è l'area verde principale di Termoli, voluto nel 1962, dopo che l'ex villa comunale di piazza Sant'Antonio era stata smantellata. Fu scelta l'area di via del Molinello, 13 ettari ceduti al Comune da un privato furono lavorati per realizzare la villa, sotto progetto dell'architetto De Felice. La villa fu composta dall'area giochi per bimbi, l'area dello sport con campi da tennis, calcio, pallavolo, minigolf, il Teatro Verde, ossia un anfiteatro per 2 000 posti, un laghetto centrale con papere e cigni. Al progetto contribuirono anche la Forestale, gli artisti termolesi quali Rita Racchi, Riccardo Meli, Enrico Sirello, che realizzarono delle sculture. Negli ultimi anni la villa è caduta in degrado, ma ci sono stati degli interventi di recupero per valorizzare il suo potenziale turistico.

### Aree archeologiche
Una necropoli del VI secolo a.C. è situata in contrada Porticone, mentre una del IV secolo a.C. è nella zona denominata Difesa Grande. Il probabile sito sommerso dell'antica città di Buca è nel tratto compreso tra la Torre del Sinarca e la Torre costiera di Petacciato
Sotterraneo di Termoli
Cunicoli di età medieovale, situati a cinque metri di profondità al centro della città

## Società

### Evoluzione demografica
Abitanti censiti

#### Andamento demografico prima dell'Unità d'Italia
| Anno | Abitanti |
| ---- | -------- |
| 1532 | 240      |
| 1545 | 345      |
| 1561 | 371      |
| 1595 | 239      |
| 1648 | 150      |
| 1669 | 65       |
| 1795 | 1 980    |
| 1835 | 2 051    |

### Etnie e minoranze straniere
Al 31 dicembre 2019 gli stranieri residenti a Termoli sono 1 446, pari al 4,39% della popolazione.
Le nazionalità maggiormente rappresentate sono:
- Romania 542
- Albania 108
- Polonia 84
- Ucraina 73
- Cina 54

### Lingue e dialetti
Il dialetto termolese si inserisce nel gruppo dei dialetti italiani meridionali e presenta una certa diversità con il resto dei dialetti molisani, perché mentre la maggior parte di essi si raccorda ai dialetti campani o dell'Abruzzo interno, il termolese possiede notevoli affinità da un lato con i dialetti abruzzesi meridionali (come nell'uso della forma "a ècchë" per "qui") e dall'altro con il dialetto foggiano, soprattutto per la fonetica e il lessico; tale situazione linguistica è dovuta alla posizione geografica del comune e al ruolo assunto all'interno degli scambi commerciali con le regioni vicine, risultando punto di passaggio obbligato.
Il dialetto si presenta chiuso, con inasprimento dei suoni consonantici e sistema vocalico che differisce dall'italiano standard e dalle restanti parlate molisane.

## Cultura

### Istruzione

#### Scuole
Nel territorio comunale sono presenti le seguenti scuole superiori:
- Istituto Professionale per i Servizi Alberghieri e Ristorazione (4 indirizzi);
- Istituto Professionale per l'Agricoltura (1 indirizzo);
- Istituto Tecnico Commerciale Boccardi (4 indirizzi);
- Istituto Tecnico Industriale E.Majorana e il Liceo delle Scienze Applicate (4 indirizzi);
- Istituto Tecnico Nautico (2 indirizzi);
- Istituto Tecnico per Geometri (1 indirizzo);
- Liceo Artistico B. Jacovitti (3 indirizzi);
- Liceo Classico G. Perrotta (1 indirizzo);
- Liceo Scientifico A. da Termoli (3 indirizzi).

#### Università

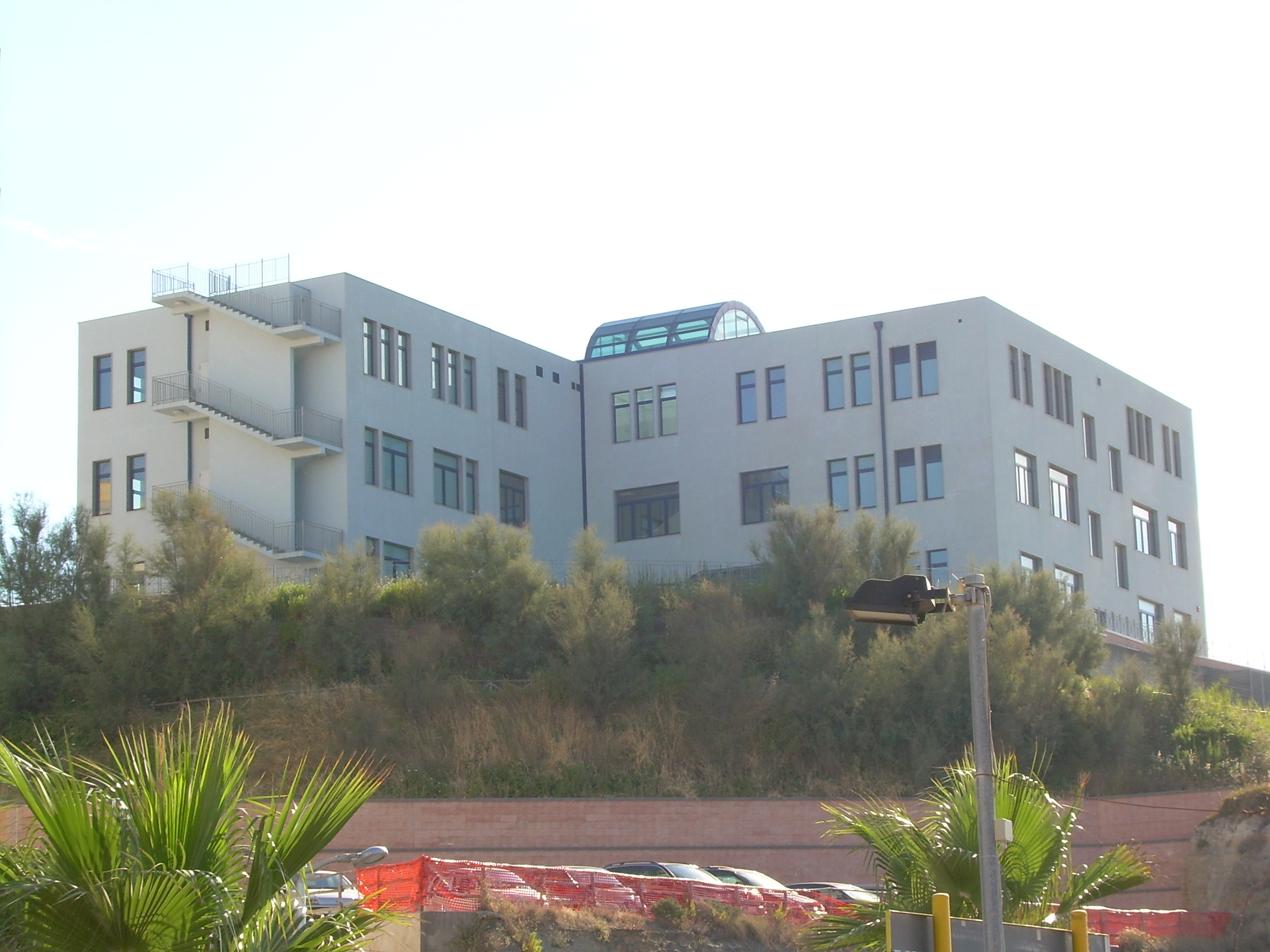
Nuova sede dell'università a Termoli.

Termoli è una delle sedi dell'Università degli Studi del Molise.

### Musei

#### MACTE
Il Museo Arte Contemporanea Termoli è stato inaugurato il 28 aprile del 2019 con la mostra "Art is easy". L'edificio del MACTE è il risultato della nuova progettazione del vecchio mercato rionale. Della precedente struttura resta la pianta circolare e i moduli laterali. Oggi la piazza centrale è uno spazio che ospita mostre temporanee e conferenze, mentre nelle sette sale espositive sono esposte le opere della Collezione del Premio Termoli.
Teatro
Teatro Verde

### Media
Trasmettono da Termoli le radio Antenna Adriatica e TRT Radio Termoli e le redazioni di alcune televisioni locali (Rai Molise, Telemolise, TLT Molise e Teleregione Molise). Inoltre hanno sede le testate giornalistiche Il Quotidiano del Molise e Primo piano Molise.

### Cucina
La gastronomia termolese è tipicamente marinara, ma fa ampio uso dell'olio prodotto sulle colline vicine. Il piatto tipico per eccellenza è u' bredette alla termolese, pasto serale dei pescatori di ritorno a casa dalle paranze. Altri piatti tipici sono:
- Pasta alla chitarra con sugo di seppie e/o calamari;
- I fesille (i fusilli con sughi di verdure in bianco o al ragù al pomodoro);
- I sécce (seppie) e 'pisille;
- I pulepe 'mbregatorie (i polpi "in purgatorio");
- I trejje (le triglie) alla 'ngorde (ingordo);
- I trejjezzole (triglie piccolissime);
- U pappòne (il pappone);
- A mertiscene (la torpedine);
- I tubettini con 'i maruzzelle (pasta [tubetti] con lumachine di mare);
- I pulepe arrecciate (polpi con olio di oliva in padella);
- U scescille;
- I scarpelle di Natale: pasta di pane lievitata e fritta;
- I cacate de ciavele: piccole palline di pasta fritta ricoperte di miele.

La città fa parte dell'Associazione Nazionale Città del Pesce di Mare e dell'Associazione Nazionale Città dell'Olio.

### Eventi
Essendo la vita marinara storicamente legata con quella civile della città, le ricorrenze e le tradizioni di Termoli sono molto legate al mare, come testimonia la peculiare festività di San Basso e l'incendio del castello.
San Basso
Le giornate del 3 e del 4 agosto sono dedicate alla celebrazione del Santo patrono della città attraverso suggestive commemorazioni. La mattina del 3 agosto, dopo la solenne messa alle 6:00 del mattino, un simulacro di San Basso viene portato in processione dalla Cattedrale fino al porto, qui viene caricato su un peschereccio precedentemente sorteggiato. Incomincia la processione in mare seguita dai vari pescherecci fino alla Torre del Sinarca dove il vescovo benedirà, attraverso il lancio di una corona di fiori in mare, sia la città sia l'attività della pesca in memoria dei caduti in mare. Il santo successivamente verrà riportato al porto dove sarà esposto per tutta la notte nel mercato ittico.
La giornata del 4 agosto è dedicata a un'altra processione che vede il Santo trasportato dai fedeli nelle vie del Borgo Antico per ritornare alla cattedrale. La città, allestita a festa con bancarelle, luminarie e stand, assiste la notte del 4 agosto a uno spettacolo pirotecnico al porto mentre la spiaggia di Rio vivo è seminata di falò permessi dalla capitaneria di porto, che vede la gioventù termolese festeggiare il proprio patrono.
Incendio del Castello

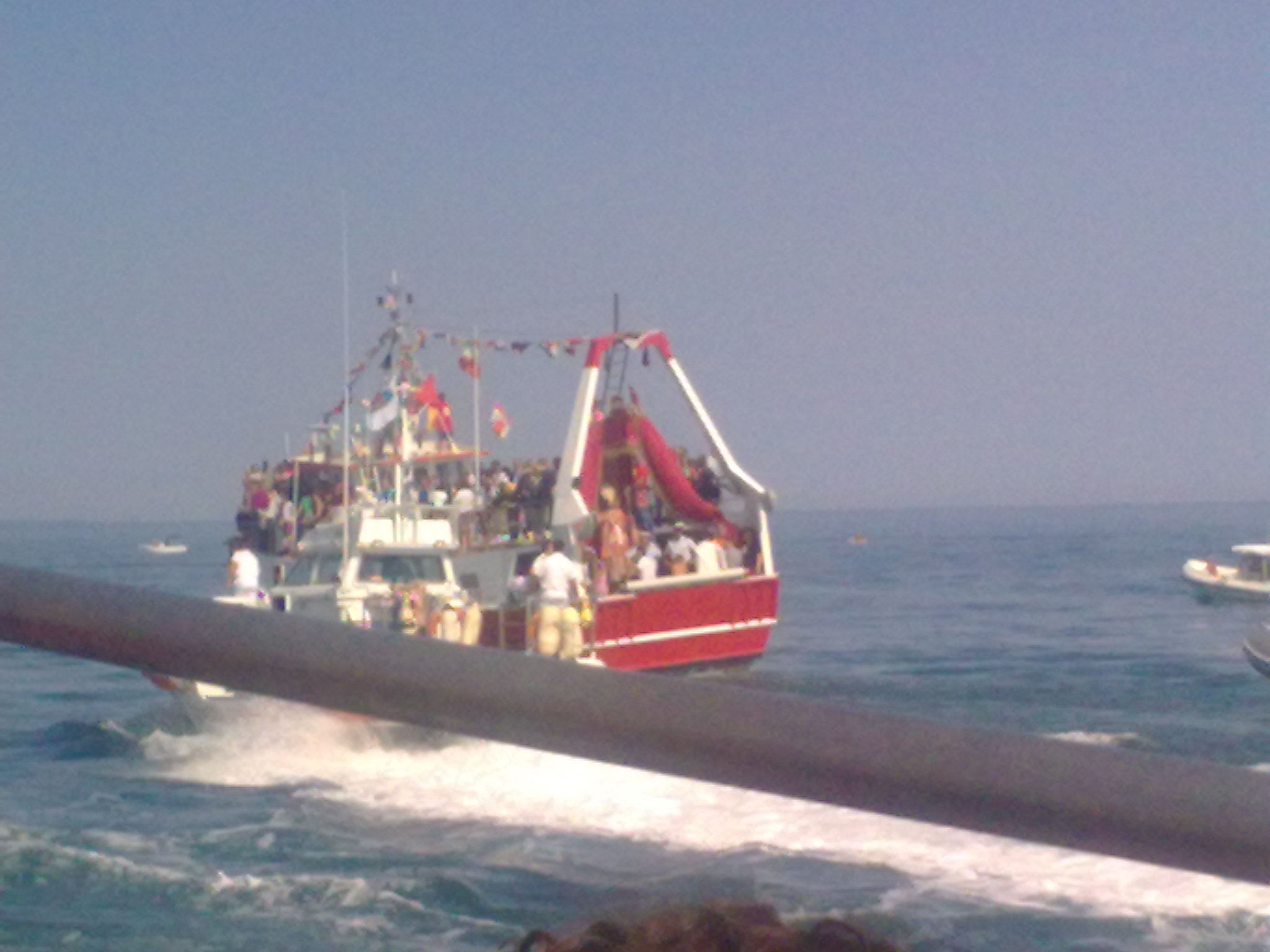
Particolare del peschereccio che porta il Santo.

Altro evento molto sentito dalla città è la festività dell'Incendio del Castello nella notte del 15 agosto. La festività, che vede coinvolto il Borgo Antico e il Castello nel pieno di uno spettacolo pirotecnico, è la rievocazione storica dell'assalto dei turchi del 1566, quando le truppe ottomane, guidate da Piyale Paşa, invasero e saccheggiarono i vari borghi delle coste abruzzesi, molisane e pugliesi. Termoli fu trovata dai Turchi vuota in quanto la popolazione, precedentemente avvisata, scappò e si rifugiò nei territori limitrofi, portando via anche gli oggetti più preziosi; presi dall'ira i turchi decisero di dar fuoco al borgo distruggendo tutti gli edifici e buona parte della cattedrale. Lo spettacolo vuole, appunto, ricordare ciò che subì il Borgo nell'antichità; inoltre l'intero lungomare viene addobbato da stand e bancarelle, con eventi organizzati dai vari lidi e spettacoli vari.

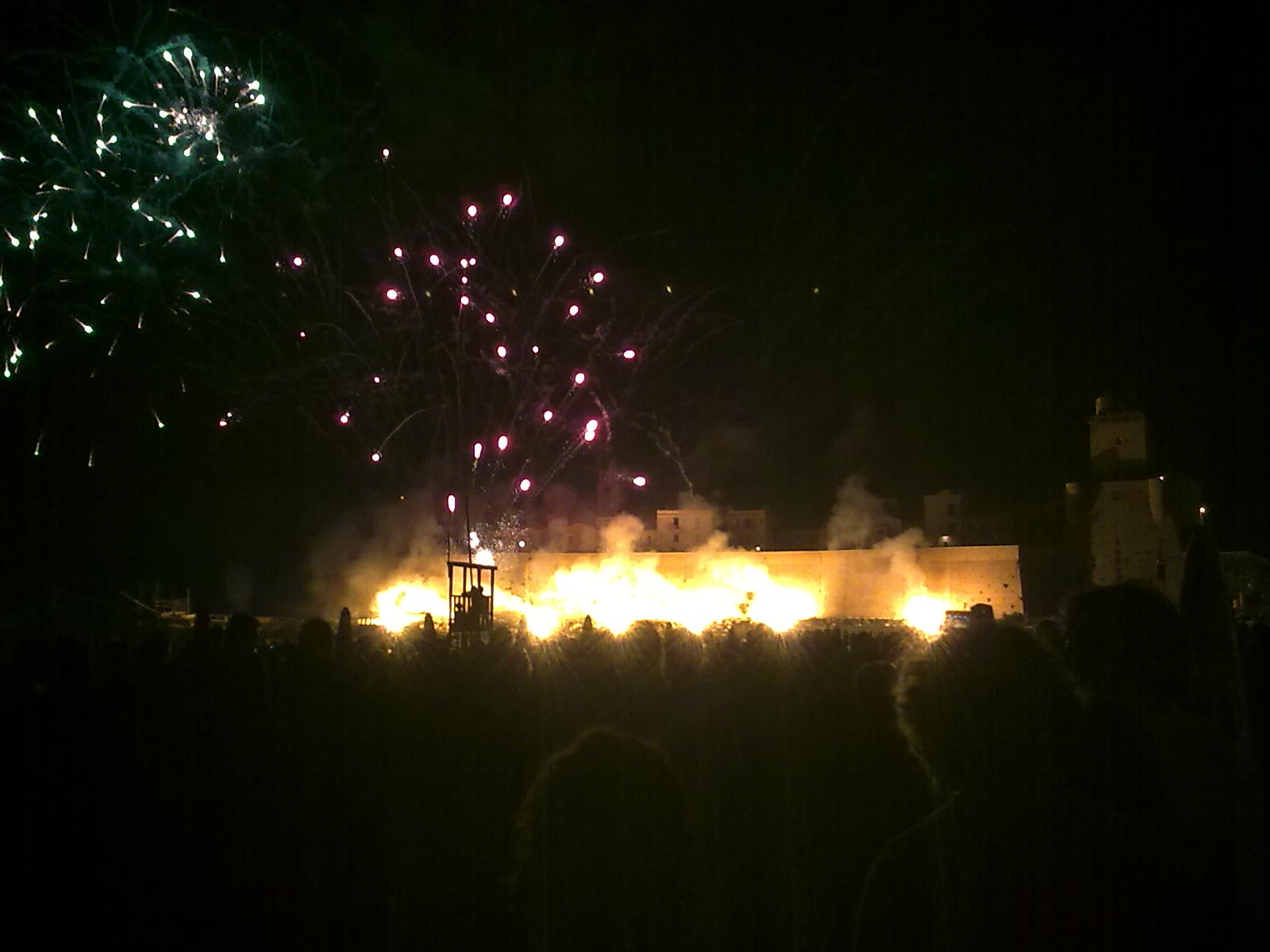
Spettacolo pirotecnico del 15 agosto.

### Cinefestival
Dal 2013 Termoli ospita, nella cornice del Cinema Sant'Antonio il ''Kimera International Film Festival'', una kermesse cinematografica internazionale, nata a Campobasso nel 2002 e giunta alla sua diciottesima edizione. Organizzata da una associazione locale, il Cineclub Kimera, in collaborazione col comune.

### Premio Rino Gaetano
La città ha ospitato varie edizioni del Premio Rino Gaetano: dal 1986 al 1996, e dal 1999 al 2005.

## Economia
Unico porto del Molise, Termoli era un tempo legato alla tradizione marinara e mercantile. Dai primi anni settanta ha tuttavia affiancato a questa vocazione uno spiccato sviluppo industriale e più recentemente turistico. Oggi oltre il 41% degli occupati opera nell'industria.

### Pesca
La pesca resta voce importante nell'economia cittadina. Oltre alla pesca a strascico, una certa importanza hanno avuto a Termoli, a partire dalla metà dell'Ottocento, anche i trabucchi, che durante l'ultima guerra provvedevano da soli al fabbisogno alimentare della comunità, allora molto meno numerosa rispetto a quella attuale, ma la cui esistenza è oggi a scopo puramente storico e culturale.
La flotta peschereccia della città è attualmente formata da 36 navi, oltre a varie vongolare e barche di piccola stazza.

### Industria
Si è formato negli anni alle porte della cittadina un polo industriale caratterizzato da diverse tipologie di impianti quali aziende chimiche, metalmeccaniche, e terziarie che risulta il principale centro occupazionale del Basso Molise. Per favorire le condizioni necessarie dello sviluppo delle attività produttive presenti nel nucleo, è stato istituito il COSIB (Consorzio per lo sviluppo industriale della valle del Biferno), a cui aderiscono numerosi enti. Lo stabilimento Stellantis (realizzato da FIAT nel 1972) è il più importante del nucleo industriale. Nel 2006 fu inaugurata una centrale elettrica turbogas a ciclo combinato da 770 MW dal costo di circa 400 milioni di euro di proprietà di Sorgenia S.p.A.

### Turismo

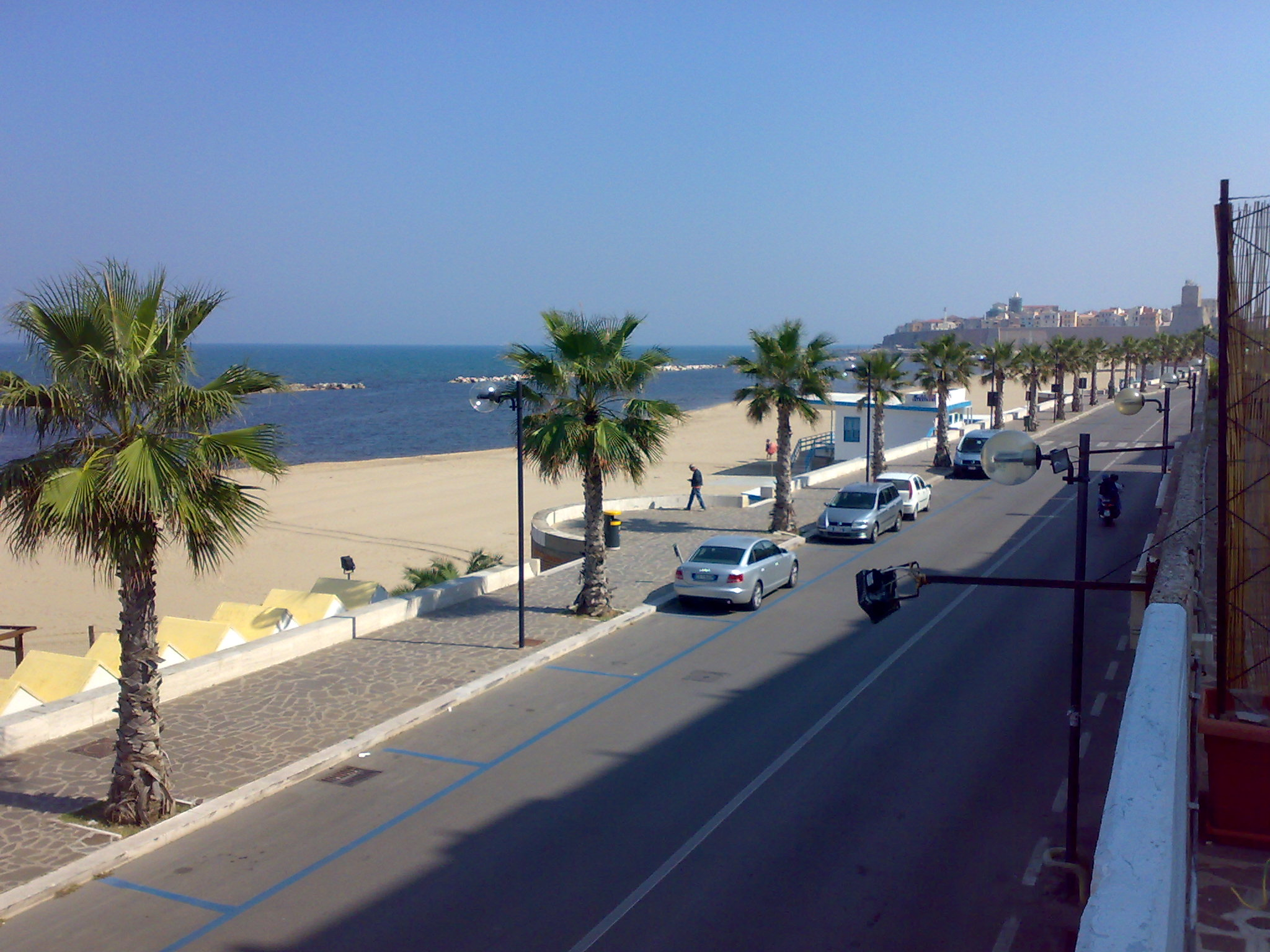
Lungomare Cristoforo Colombo.

Il turismo della città è principalmente di tipo balneare e culturale. Le maggiori attrazioni culturali e turistiche della città sono: tra le architetture, il borgo antico contenente il castello svevo situato all'entrata dello stesso e la Basilica (contenente la reliquie di san Basso e san Timoteo), i trabucchi (strumenti di pesca diffusi lungo tutto il medio Adriatico) situati a ridosso del borgo, e la Madonna a Lungo (un santuario situato nell'entroterra termolese, meta di pellegrinaggio il martedì successivo alla domenica di Pasqua).
Riguardo al turismo estivo, Termoli è una frequentata stazione balneare dell'Adriatico centrale. La costa termolese, lunga (considerando l'intero territorio dal confine con Petacciato alla foce del Biferno) oltre 10 km, è divisa in due litorali: quello nord (spiaggia di Sant'Antonio, lungomare Cristoforo Colombo) è il più popolare, caratterizzato dalla visuale a est del borgo antico. Sono presenti circa trenta lidi balneari, sei dei quali sul litorale sud; la capacità alberghiera delle città è di 1 415 posti letto per 622 camere divise in 20 tra hotel e residence, il 30% dei quali a quattro stelle.
La città è inoltre l'unico porto collegato tutto l'anno con le pugliesi Isole Tremiti.
Le strutture ricettive della città hanno fatto conferire alla città il riconoscimento della Bandiera Blu negli anni 1990, 1991, 1992, 1993, 1997, 1998, 2000, e ininterrottamente dal 2003 al 2018.

## Infrastrutture e trasporti

### Strade
Termoli è servita da un casello dell'autostrada A14 Bologna-Taranto. Inoltre, la viabilità locale è assicurata dalla Strada statale 16 Adriatica che passa internamente al centro abitato, dalla sua variante, la Strada statale 709 Tangenziale di Termoli, e dalla Strada statale 87 Sannitica che congiunge la città con Benevento passando per Campobasso.
Per quanto riguarda i trasporti pubblici, Termoli è servita da un servizio di autobus urbani gestito dalla GTM che collegano il centro con i vari quartieri periferici.
A Termoli è anche presente il servizio di TAXI Pubblico.
Sul lungomare nord esiste un tratto di pista ciclabile facente parte del più ampio progetto della costruenda Ciclovia Adriatica finalizzata a collegare tutte le località costiere dell'Adriatico.

### Ferrovie
La stazione di Termoli è ubicata lungo la linea ferroviaria Ancona – Lecce ed è inoltre capolinea della linea per Campobasso.

### Porti
In virtù della sua posizione geografica, attraverso il porto di Termoli è possibile raggiungere le isole Tremiti (appartenenti alla provincia di Foggia) più velocemente rispetto a ogni altro scalo portuale, anche di quelli pugliesi, durante tutto l'anno.
Un'altra notevole infrastruttura è il nuovo braccio del porto turistico in località Marina di San Pietro, parallelo al molo già esistente; fu terminato nel 2009.

## Geografia antropica

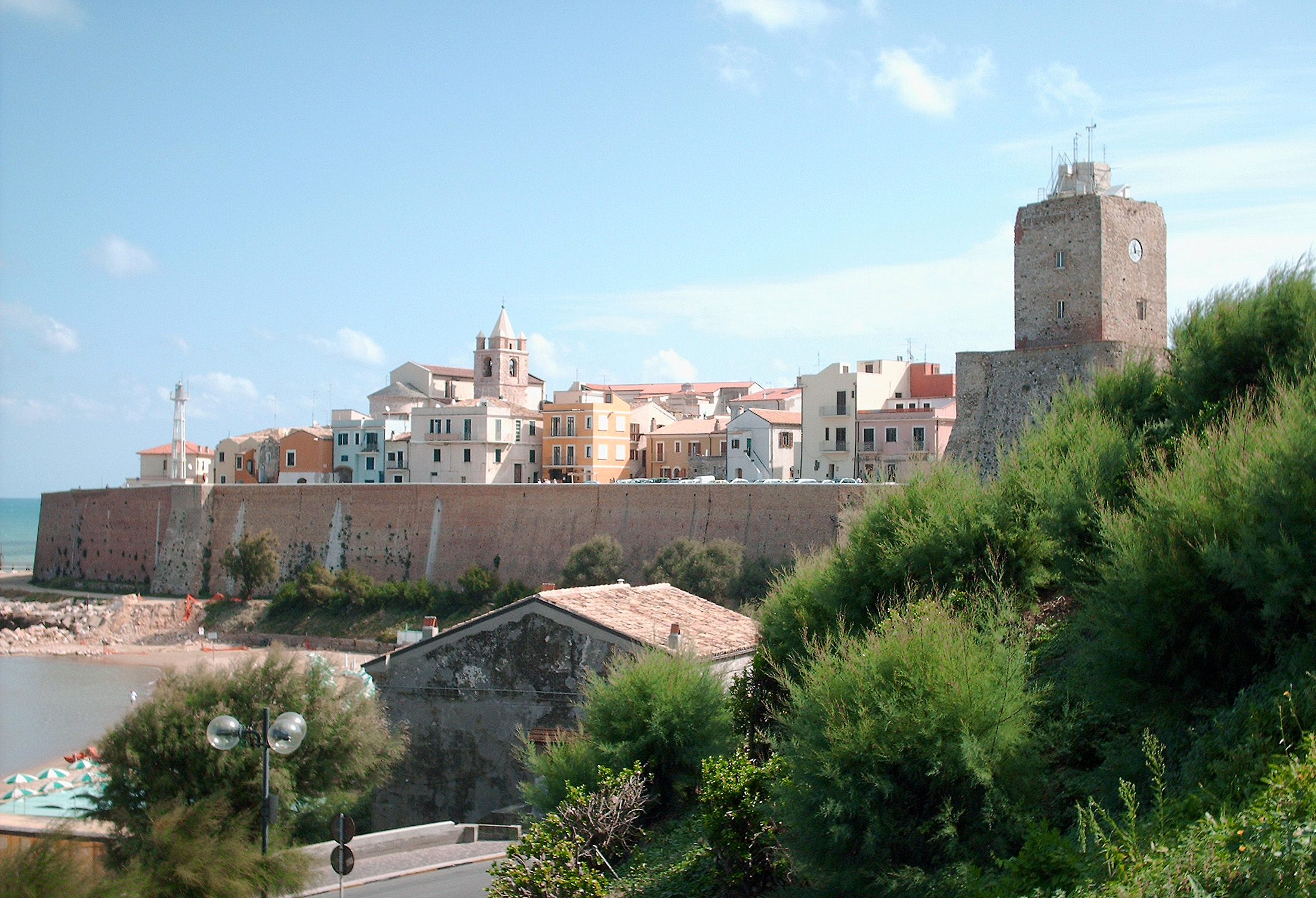
Borgo antico.

### Urbanistica
La topografia attuale della città, che ha avuto uno sviluppo a tappe, è segnata dai limiti degli assi viari nazionali: la linea ferroviaria Bologna - Lecce (anni 60), la SS 16 Adriatica e la relativa tangenziale (anni 70, poi anni 90, infine 2003) e l'Autostrada A14 (anni 80). A partire dagli anni 90, vi è stato uno sviluppo urbanistico concentrato tendenzialmente in zone periferiche, come i quartieri Contrada Porticone o Difesa Grande. L'espansione rapida di nuovi quartieri moderni, nelle zone esterne della città, ha alimentato un consistente boom edilizio negli ultimi anni, nonché una maggiore richiesta di servizi secondari, quali opere viarie e trasporti pubblici, resi necessari dall'aumento della popolazione e da una maggiore estensione del territorio urbano.
Notevole è la vastità dell'area industriale situata nell'entroterra pianeggiante, la quale ospita numerose tipologie di impianti produttivi.

## Amministrazione
Di seguito è presentata una tabella relativa alle amministrazioni che si sono succedute in questo comune.
| Periodo          | Periodo          | Primo cittadino       | Partito                      | Carica             | Note   |
| ---------------- | ---------------- | --------------------- | ---------------------------- | ------------------ | ------ |
| 12 luglio 1985   | 12 luglio 1990   | Remo Di Giandomenico  | Democrazia Cristiana         | Sindaco            | [ 41 ] |
| 12 luglio 1990   | 24 aprile 1995   | Remo Di Giandomenico  | Democrazia Cristiana         | Sindaco            | [ 41 ] |
| 8 maggio 1995    | 7 aprile 1997    | Lino Di Sapia         | Alleanza dei Progressisti    | Sindaco            | [ 41 ] |
| 7 aprile 1997    | 16 giugno 1997   | Maria Nicolina Testa  |                              | Comm. pref.        | [ 41 ] |
| 16 giugno 1997   | 1º dicembre 1997 | Gianfranco Casilli    |                              | Comm. regionale    | [ 41 ] |
| 1º dicembre 1997 | 28 maggio 2002   | Alberto Montano       | Centro Cristiano Democratico | Sindaco            | [ 41 ] |
| 28 maggio 2002   | 5 febbraio 2006  | Remo Di Giandomenico  | UDEUR                        | Sindaco            | [ 41 ] |
| 13 giugno 2006   | 22 dicembre 2009 | Vincenzo Greco        | L'Unione                     | Sindaco            | [ 41 ] |
| 22 dicembre 2009 | 18 gennaio 2010  | Roberto Aragno        |                              | Comm. pref.        | [ 41 ] |
| 13 aprile 2010   | 21 febbraio 2014 | Basso Di Brino        | Il Popolo della Libertà      | Sindaco            | [ 41 ] |
| 21 febbraio 2014 | 12 giugno 2014   | Laura Scioli          |                              | Comm. pref.        | [ 41 ] |
| 12 giugno 2014   | 9 giugno 2019    | Angelo Sbrocca        | Partito Democratico          | Sindaco            | [ 41 ] |
| 9 giugno 2019    | 6 settembre 2023 | Francesco Roberti     | Forza Italia                 | Sindaco            | [ 41 ] |
| 6 settembre 2023 | 12 giugno 2024   | Vincenzo Ferrazzano   | Popolari per l'Italia        | Vicesindaco (f.f.) | [ 41 ] |
| 12 giugno 2024   | in carica        | Nicola Antonio Balice | Forza Italia                 | Sindaco            | [ 41 ] |

### Gemellaggi
- Chorzów, dal 2001
- Pompano Beach, dal 2017
- Labico, dal 2022

### Altre informazioni amministrative
Nel 1203 la città di Termoli e la Repubblica di Ragusa firmarono un trattato commerciale-marittimo di reciproca cittadinanza e dei rapporti commerciali (redatto in latino). Nel 2003, le amministrazioni di Termoli e Ragusa (Dubrovnik) hanno celebrato in un convegno l'VIII centenario della firma del trattato. Dal 2009 è in corso uno scambio culturale tra Termoli e Melfi, avendo le due città in comune la Fiat (lo stabilimento di Rivolta del Re ha uno stretto legame con quello di S. Nicola) e la presenza di Federico II.

## Sport
Hanno sede nel comune le squadre di calcio F.C.D. Termoli Calcio 1920 (che attualmente milita in Serie D) e A.S.D.Difesa Grande Termoli 2016 (che attualmente milita in Eccellenza). Le società di calcio a 5 sono: Arcadia Termoli, B.R.V. Termoli e Futsal Termoli.
Le squadre di pallacanestro sono l'Air Basket Termoli militante nella serie B, Airino basket Termoli, Molise Basket e Ballers Lab Termoli. Sono inoltre presenti diverse società di ginnastica ritmica tra le quali la società Gimnasyum Club e New Gimnica Termoli e una squadra di baseball, i Mariners.

### Impianti sportivi
- Stadio Gino Cannarsa;
- Palazzetto dello sport Palasabetta;
- Palazzetto comunale Palairino.
- Piscina comunale